# Грудне вигодовування

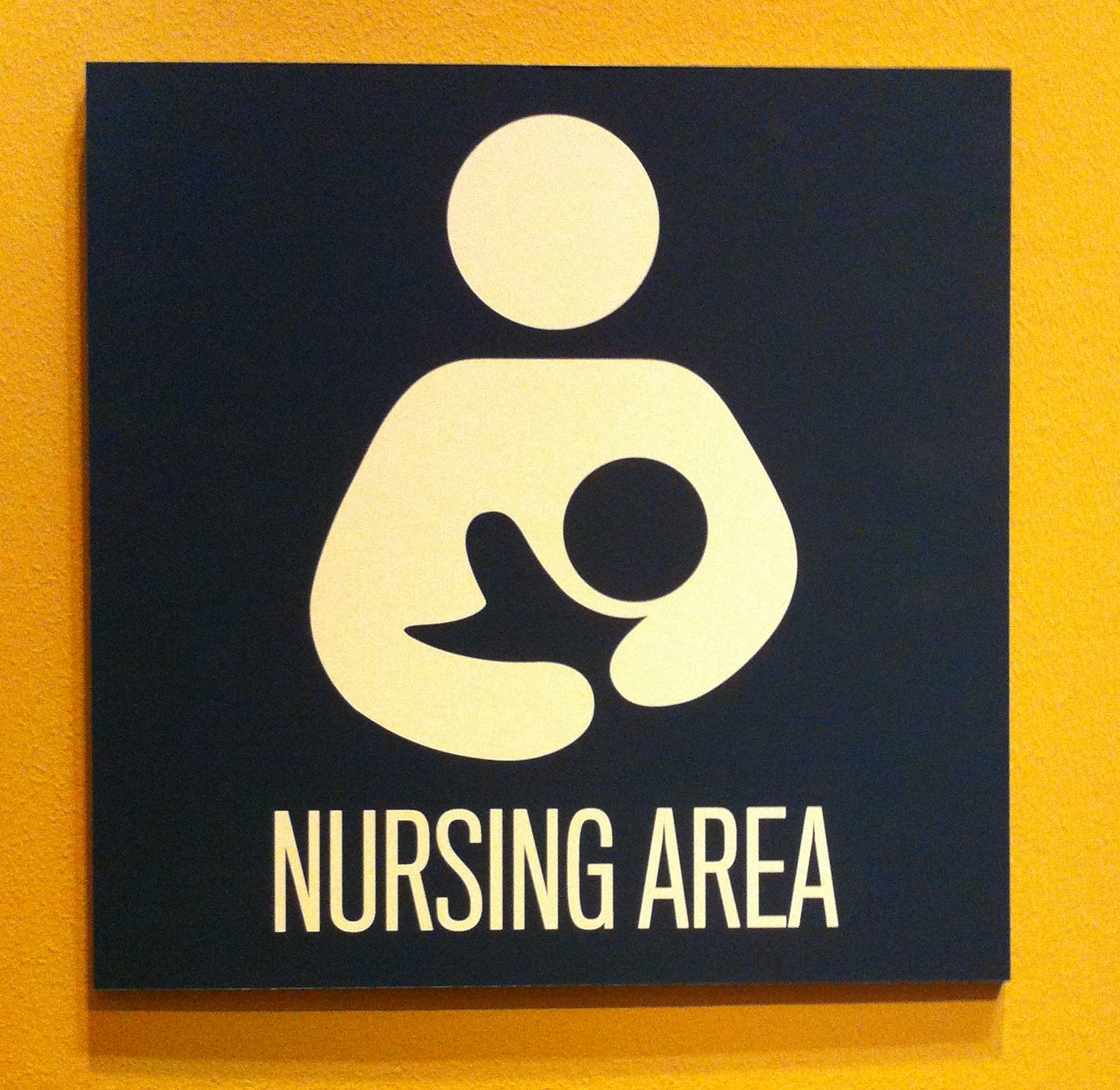
Міжнародний знак грудного вигодовування на дверях кімнати для ГВ у Perot Museum of Nature and Science, Далас, Техас.

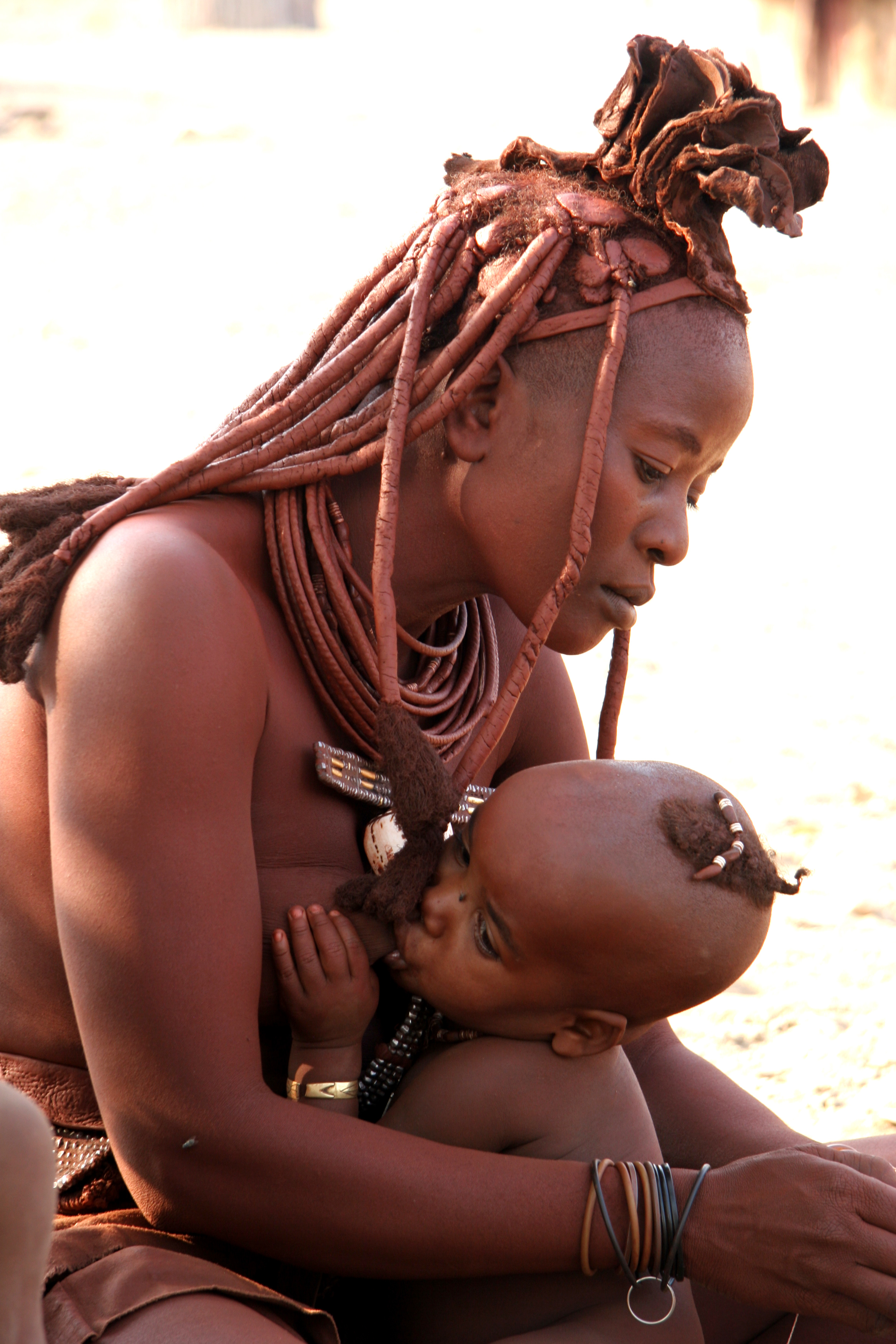
Жінка народу Хімба з сином, Намібія

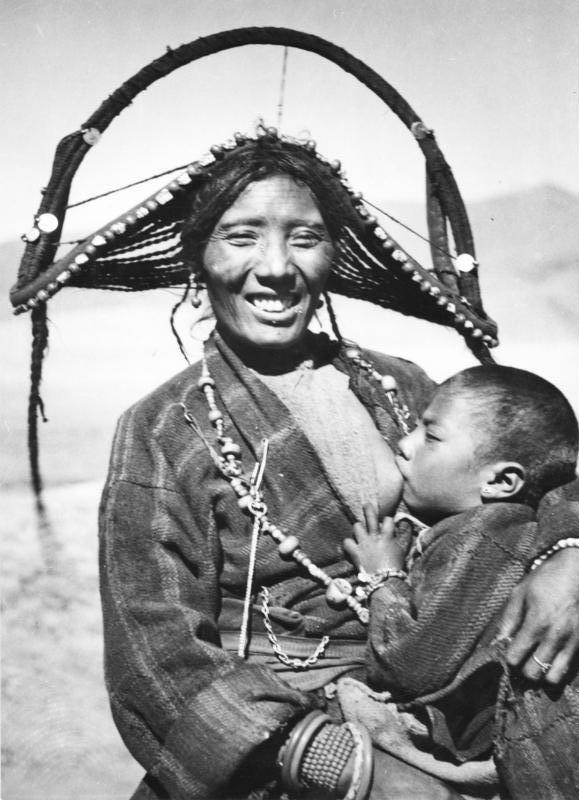
Мати і дитя. Тибет, 1938. Bundesarchiv.

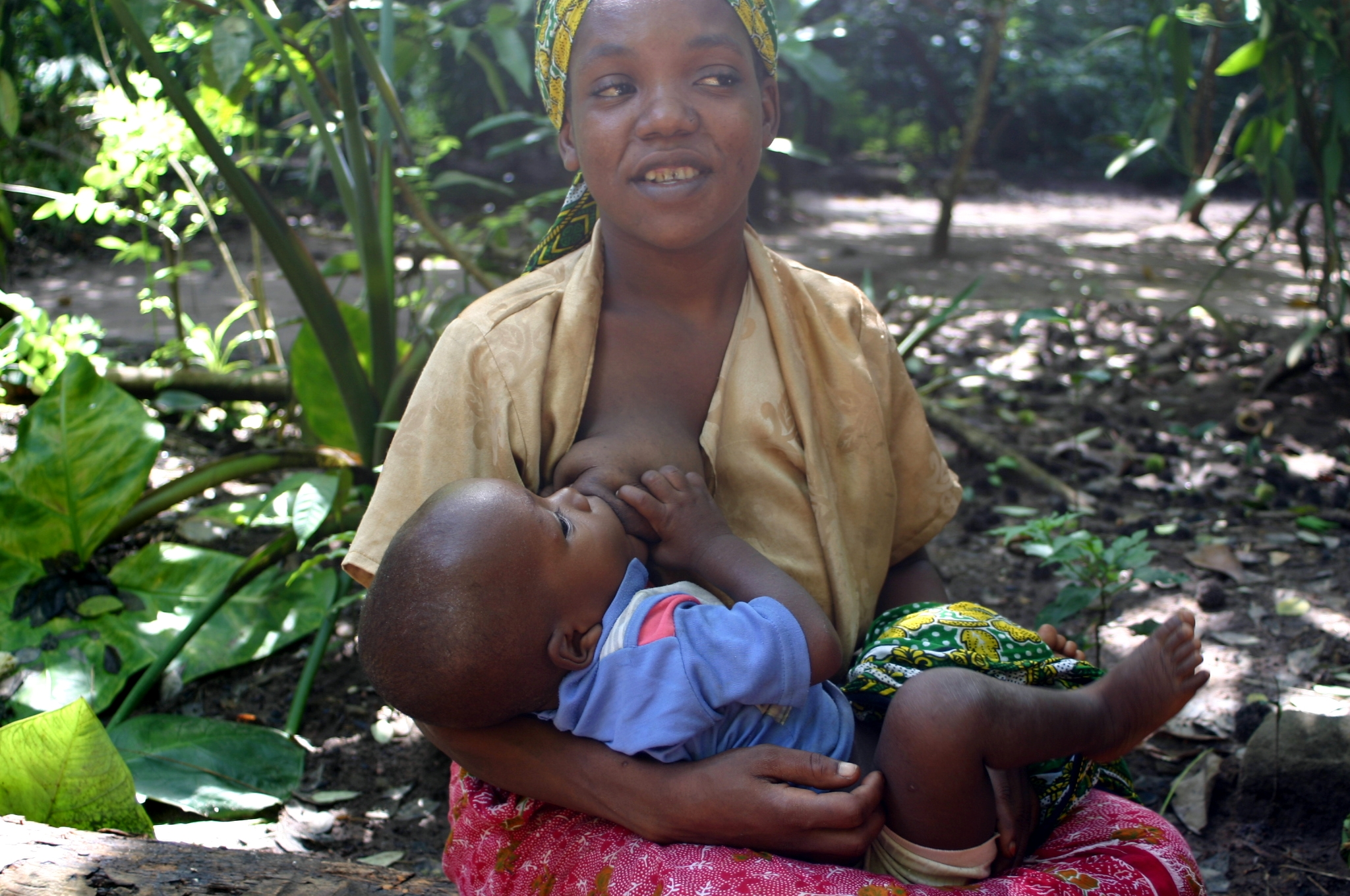
Мати годує дитину, Занзібар.

Гвінейка годує свою дитину. Гвінея-Бісау, 1973.

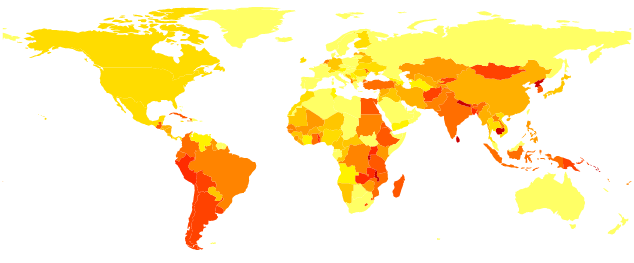
Відсоток дітей, годованих виключно груддю у перші 6 місяців життя (легенда за кліком)

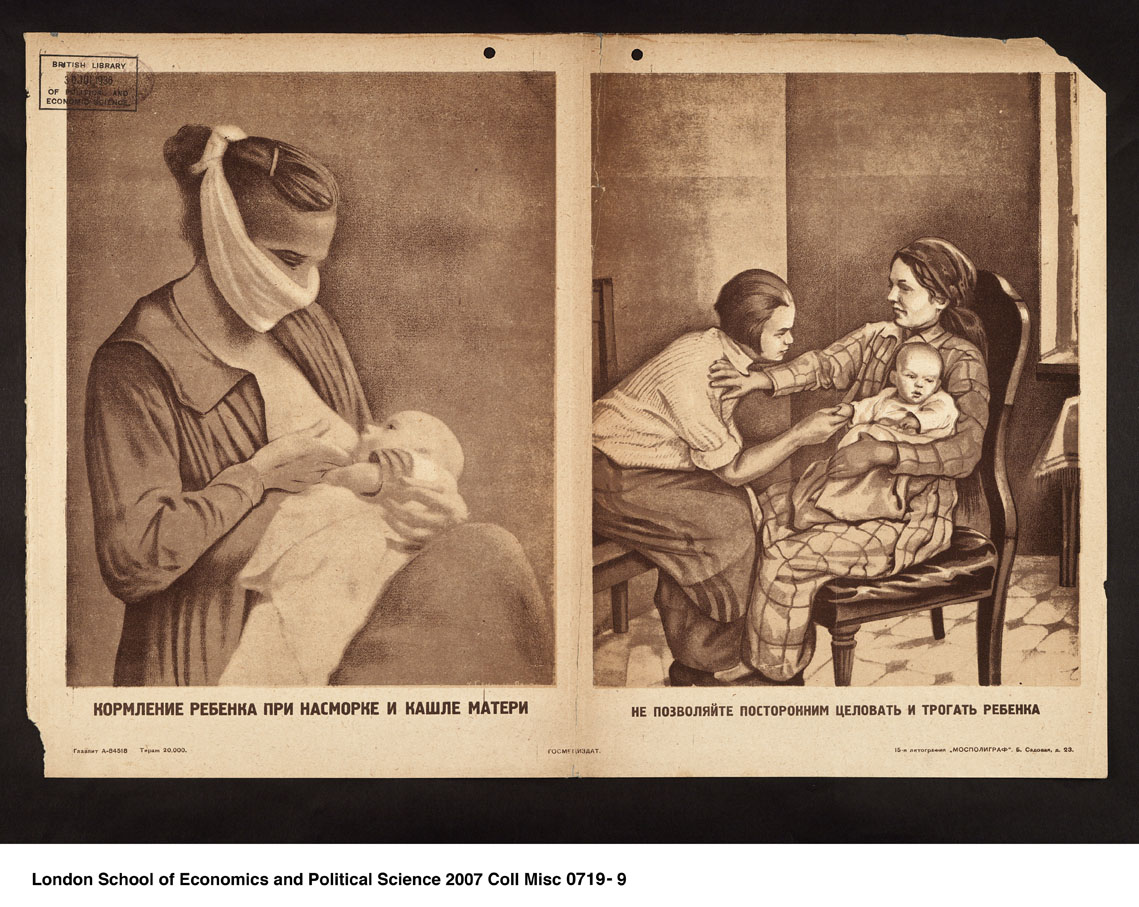
Радянські листівки про гігієну грудного годування, 1930

Грудне або природне вигодовування (лат. nutritio mammalis) — складна динамічна та адаптивна система відносин між жінкою та дитиною, яка складається, коли мати прикладає дитину до грудей, а дитина смокче груди; засіб вирощування та піклування про людське немовля.
Всесвітня організація охорони здоров'я наголошує: 
Переважна більшість матерів може і мусить годувати грудьми, а переважна більшість немовлят може і мусить смоктати груди. Тільки в виняткових випадках материнське молоко не підходить дитині. В тих рідкісних випадках, коли дитина не може смоктати або її не можна годувати грудьми чи грудним молоком, треба розглянути найкращий альтернативний варіант вигодовування: зціджене грудне молоко рідної матері; грудне молоко здорової годувальниці чи донорське молоко з банку донорського молока; або штучний замінник грудного молока, який згодовують чашкою, тому що це безпечніше, ніж годування пляшкою з соскою. Вибір альтернативного засобу годування залежить від особистих обставин. 

## Процес

### Складові грудного вигодовування
На найпростішому рівні грудне вигодовування є комплексом механічного висмоктування молока за грудей жінки ротом дитини разом зі споживанням грудного молока дитиною. Варіанти грудного вигодовування:
- годування грудьми, з яких тече грудне молоко,
- годування пляшкою, в яку налите зціджене грудне молоко матері,
- годування пляшкою, в яку налите зціджене донорське молоко,
- годування грудьми за допомогою системи догодовування зі зцідженим молоком матері,
- годування грудьми за допомогою системи догодовування з донорським молоком.
- годування грудьми за допомогою системи догодовування зі штучною сумішшю.

Дитина може смоктати груди:
- рідної матері, яка народила її. Лактацію можливо відновити, навіть якщо молоко у матері повністю зникло (релактація).
- прийомної матері, яка народила свою дитину і стала матір'ю прийомної дитини,
- прийомної матері, яка штучно викликала лактацію для прийомної дитини,
- молочної матері,
- годувальниці.

Навіть жінка, що ніколи не вагітніла й не народжувала, може ініціювати лактацію (індукована лактація).

### Біологія процесу

#### Лактація

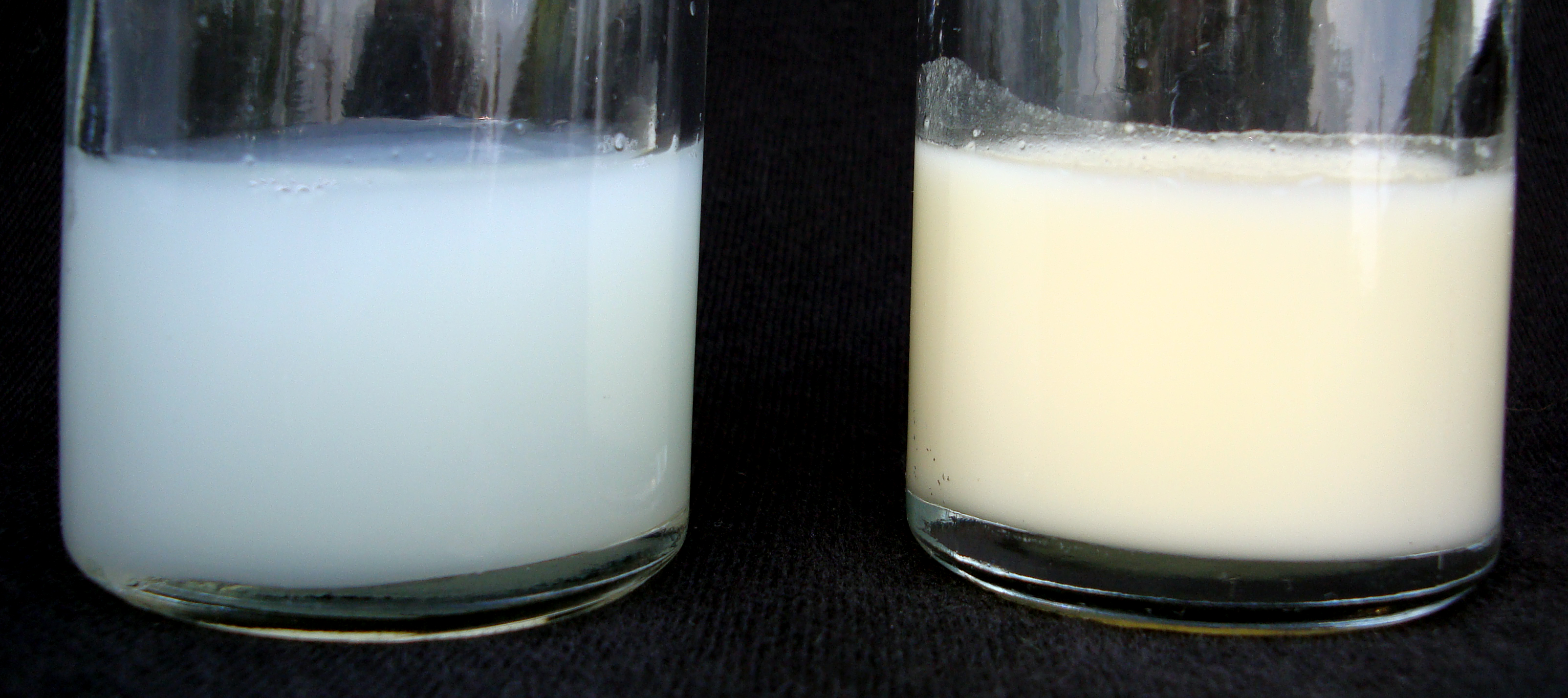
По 25 мл грудного молока від однієї жінки: зліва «перше молоко» (foremilk) з повних грудей, водянисте та нежирне, тамує спрагу. Справа «пізнє молоко» (hindmilk) з майже пустих грудей, кремоподібне і насичене жирами, для втамування голоду.

Жіночі молочні залози починають виробляти грудне молоко з другого-третього триместру вагітності. Процес утворення молока називається лактацією. Після народження дитини продовжується спонтанне утворення молока, не пов'язане зі стимуляцією грудей дитиною. Утворення молока залежить від того, як часто дитина смокче груди та як ефективно висмоктує молоко. Регуляція кількості молока відбувається за принципом «попит-пропозиція».

#### Рефлекси новонароджених
Дитина народжується з кількома рефлексами, які дають можливість розпочати смоктати груди та навчитися висмоктувати молоко.
- Рефлекс Бауера або спонтанне повзання — новонароджені можуть повзти по шкірі матері й знайти груди, якщо їх покласти животом на живіт матері.
- Пошуковий рефлекс — якщо зачепити куточок рота дитини, вона повертає голову до подразника.
- Смоктальний рефлекс — коли груди потрапляють до рота, дитина починає ритмічно їх смоктати.
- Ковтальний рефлекс — просуває їжу через глотку і стравохід та запобігає її потраплянню в дихальні шляхи.

#### Ознаки, що дитина готова до ГВ
Коли дитина починає шукати груди, можна спостерігати наступні ознаки:
| Ранні ознаки                                                                      | Середні ознаки                                                                     | Пізні ознаки                                                                               |
| --------------------------------------------------------------------------------- | ---------------------------------------------------------------------------------- | ------------------------------------------------------------------------------------------ |
| - дитина ворушиться - дитина відкриває рота - дитина повертає голову, шукає груди | - дитина потягується - дитина ворушиться все більше - дитина притягає руки до рота | - дитина плаче - дитина сильно махає руками та ворушиться - дитина стає червоною від плачу |

Дитину треба прикладати до грудей при ранніх ознаках. Якщо дитина почала плакати, треба її спочатку заспокоїти, а потім прикласти до грудей.
Як часто годувати дитину
Дитина смокче груди так часто, як їй потрібно, або коли мати вирішує, що настав час годувати. Частота годування може бути кожні 15 хвилин. На неї впливають багато факторів: пологи, стан та здоров'я дитини, культурні та суспільні уявлення про дітей, частоту харчування, час та режим. Сонна дитина після медичних або травматичних пологів може не просити сосати груди або просити груди дуже рідко, раз на 4-5 годин. Рідке годування часто призводить до зменшення кількості молока. Існує кілька підходів до вигодовування:
- орієнтоване на дитину;
- орієнтоване на годинник (режимне годування) частіше пов'язане зі зменшенням кількості молока;
- їхня комбінація.

### Суспільні фактори, які впливають на процес ГВ
Грудне вигодовування є можливим завдяки багатьом факторам, які пов'язані як з біологією та фізіологією, так і соціальними, культурними, законодавчими та політичними умовами довкола жінки та дитини. 1 серпня 1990 року 32 країни та 10 агентств ЮНІСЕФ підписали Декларацію про захист, заохочення та підтримку грудного вигодовування. З метою популяризації та заохочування годувати немовлят грудьми щорічно у серпні проводиться «Тиждень підтримки грудного вигодовування» (World Breastfeeding Week).

#### Досвід
Жінки починають вчитися годувати грудьми ще в дитинстві[джерело?]. Попри поширене твердження, що грудне вигодовування природне, тому інстинктивне, аналіз поведінки жінок, які починають годувати грудьми, показав, що навичка та уміння годувати грудьми — поведінка людини, якої треба навчатись. Якщо навколо жінки ніхто не годує грудьми, розпочати та підтримати грудне годування може бути дуже складно.

#### Медицина
Протягом майже всієї історії медицина взагалі та лікарі зокрема пропагували грудне вигодовування. Одночасно з тим, лікарі майже не вивчають грудне вигодовування і часто дають шкідливі поради, які заважають годувати грудьми. Якщо жінка з дитиною потрапляють в медичну систему в будь-якій країні світу, це призводить до годування сумішами. Негативний вплив медперсоналу на грудне годування можна розподілити на кілька окремих періодів та дисциплін медицини: під час пологів та в пологовому будинку; під час педіатричного спостереження; та окремо, якщо жінці потрібне лікування під час грудного вигодовування.

###### Пологи
Більшість жінок в Україні народжують дітей у пологових будинках. Архітектура пологових будинків може впливати на грудне вигодовування, якщо будівля спроєктована так, щоб розлучити мати та дитину. Протоколи ведення пологів, а саме штучна стимуляція пологів, внутрішньовенні вливання, застосування ліків та кесарів розтин негативно впливають на початок грудного вигодовування.

#### Комерція
Фармацевтичні компанії та виробники сумішей активно сприяють тому, щоб у жінок не вийшло годувати грудьми. Реклама сумішей та пляшок з сосками пов'язані з припиненням годування грудьми. Всесвітня організація охорони здоров'я прийняла резолюцію Міжнародне зведення правил про збут замінників грудного молока для захисту споживачок від хижих маркетингових практик виробників сумішей та дитячого харчування.

## Міжнародні стандарти та Україна
У «Декларації ВООЗ-ЮНІСЕФ про охорону, сприяння та підтримку грудного вигодовування» сформульовані 10 принципів успішного грудного вигодовування:
1. Суворо дотримуватися встановлених правил грудного вигодовування та регулярно доносити ці правила медичному персоналу та породіллям.
2. Навчати медичний персонал необхідним навичкам для здійснення практики грудного вигодовування.
3. Інформувати вагітних жінок про переваги та техніку грудного вигодовування.
4. Допомагати матерям розпочинати грудне вигодовування упродовж першої пів години після пологів.
5. Показувати матерям, як годувати груддю та як зберігати лактацію, навіть якщо вони тимчасово відокремлені від своїх дітей.
6. Не давати новонародженим ніякої іншої їжі або пиття, окрім грудного молока, за винятком випадків, зумовлених медичними приписами.
7. Практикувати цілодобове знаходження матері та новонародженої дитини поруч в одній палаті.
8. Сприяти грудному вигодовуванню на вимогу немовляти, а не за розкладом.
9. Не давати новонародженим, які знаходяться на грудному вигодовуванні, заспокійливих засобів або приладів, що імітують материнські груди (соски та ін.).
10. Сприяти організації груп підтримки грудного вигодовування та спрямовувати матерів до цих груп після виписки з пологового будинку або лікарні.

У 1995 році Україна приєдналася до Міжнародного співробітництва з питань підтримки, охорони успішного та тривалого природного вигодовування немовлят. На основі положень Декларації в Україні розроблена «Програма підтримки грудного вигодовування дітей України на 2000—2005 рр.»
До 2010 р. в Україні було впроваджено ще дві Програми підтримки грудного вигодовування. 2011 р. — затверджено Наказ МОЗ України № 715 «Про подальше впровадження Розширеної Ініціативи „Лікарня, доброзичлива до дитини“ в Україні». Наказ № 715 регламентує діяльність закладів охорони здоров'я, що спрямована на підтримку грудного вигодовування дітей. Даним наказом додатково до десяти Глобальних кроків (Принципів) було затверджено ще два Принципи підтримки грудного вигодовування, перераховані вище:
- 11. Дотримання Міжнародного зведення правил збуту замінників грудного молока.
- 12. Практика партнерських пологів (підготовка партнерів і допомога жінці під час пологів, вибір вільної позиції в пологах). Вільне відвідування породіллі (матері) і дитини у відділенні спільного перебування (у редакції ВООЗ — 2009 р.: «Доброзичливе ставлення до матері»[8]).

Цілі програми:
- зниження рівня захворюваності та смертності дітей першого року життя, післяпологових ускладнень,
- поліпшення репродуктивного здоров'я жінок шляхом підвищення розповсюдженості та тривалості грудного вигодовування дітей шляхом впровадження сучасних методів ведення лактації та годування груддю за єдиними принципами на етапах — жіноча консультація — пологовий стаціонар — дитяча поліклініка[9].

«Лікарня, доброзичлива до дитини» — Таке звання надається пологовому закладу, в якому діти з перших хвилин після народження потрапляють в обійми мами й більше не розлучаються. Починають смоктати груди в першу годину після пологів і отримують тільки грудне молоко.

## Після пологів
Перше прикладання немовляти до грудей потрібно проводити ще в пологовому залі. Новонароджена дитина відразу після народження голою вкладається на живіт матері, обсушується підігрітою пелюшкою, там же їй вдягають шапочку і шкарпетки для запобігання втрати тепла. Мати і дитину разом вкривають підігрітою сухою пелюшкою і ковдрою.
- В контакті шкіра до шкіри в пологовій залі вони мають провести 2 години.
- Огляд, обробку та зважування дитини на цей час відкладають.

Через 20—60 хв після пологів більшість новонароджених спроможні знайти та захопити сосок без допомоги.
Якщо раннє прикладання з якихось причин не відбулося і перше годування відклалося на деякий час, лактація у цьому випадку також може бути успішною і тривалою. Матері, яка з якихось причин не може прикладати дитину до грудей, треба регулярно зціджувати молозиво. Навіть якщо після пологів молочні залози видаються порожніми, потрібно обережно помасажувати сосок і грудне кружальце, а потім зцідити краплі молозива, повторюючи цю процедуру регулярно. Молозиво треба віддавати дитині, якщо вона може отримувати їжу через рот. Кількість молока обов'язково збільшиться і буде достатньою для годування дитини.
Важливо і для здоров'я дитини, і для становлення лактації в матері:
- Часте, активне годування дитини за її вимогою.
- Сумісне перебування матері й дитини відразу після пологів.

При такому режимі є можливість годувати свою дитину виключно грудним молозивом і молоком, не використовуючи догодовування сумішами або допоюванням водою чи глюкозою. Частота прикладання дитини до грудей може бути до 10—12 разів на добу. Особливо важливі в підтримці лактації нічні прикладання до грудей. Не треба штучно обмежувати тривалість годувань. Дитина сама відпустить груди, коли наїсться. Кожна мати має право вимагати, щоб її дитину не догодовували з пляшечки.
Спільне перебування матері і дитини є профілактикою розвитку інфекції у дитини та матері, а також загрубіння молочних залоз, застоїв молока, закупорювання молочних протоків і запалення грудних залоз (маститу).
За декілька днів перебування із дитиною у відділенні мати навчається навичок догляду за нею і після виписки додому продовжує дотримуватися рекомендацій.
Тільки при добре підготовленому, уважному медичному персоналі реалізуються всі переваги режиму спільного перебування матері та дитини.

## Техніка прикладання дитини до грудей матері

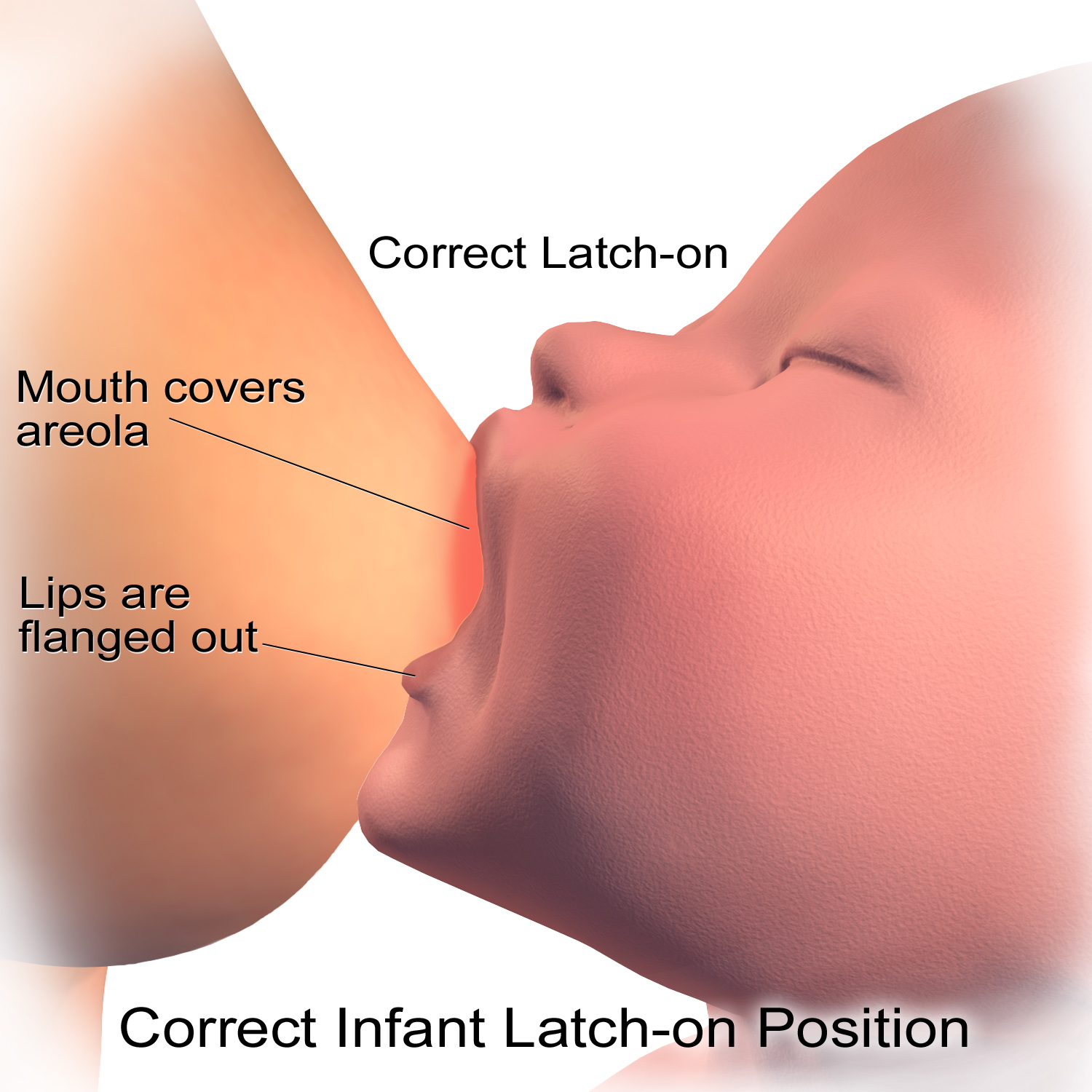
Правильне захоплення соска під час ГВ

Щоб годування було приємним і легким, треба займати зручне положення. Мати має бути розслабленою і добре бачити обличчя дитини. Дитина теж повинна бачити обличчя матері, особливо очі. Найкраще годувати оголену дитину. Миття грудей перед кожним годуванням не потрібне, бо це може призвести до пересушування сосків та утворення тріщин. Цілком достатньо щоденно приймати душ.
Тривале годування материнським молоком — одна з найголовніших умов здорового розвитку і здоров'я дитини не тільки протягом періоду вигодовування, але й в наступні періоди життя.
Щоб забезпечити тривале й успішне грудне вигодовування, потрібно дотримуватись наступних правил:
- правильно прикладати дитину до грудей,
- годувати дитину «на вимогу», вдень та вночі,
- тривалість кожного годування визначається дитиною: вона саме відпускає груди, коли наїлася.

До віку 6 місяців дитині не потрібно нічого, окрім грудного молока (ніякої іншої їжі, води, чаїв, соків тощо). Грудне молоко повністю забезпечує потреби дитини першого півріччя життя в рідині та поживних речовинах. З другого півріччя життя дитину починають знайомити з тим, що їдять дорослі: вводять пригодовування, але грудне годування не переривають і прикладають дитину до грудей так часто, як вона попросить. Всесвітньою Організацією Охорони Здоров'я [Архівовано 12 червня 2022 у Wayback Machine.] рекомендовано продовжувати грудне вигодовування до двох років та більше.
Якщо дитина отримує догодовування замінниками грудного молока, таке вигодовування називається змішаним. Однак навіть невелика кількість материнського молока — набагато краще, ніж його повна відсутність.

## У мистецтві
Образ матері, що годує груддю, є архетипальним. Особливої ідеалізації він набув у західному мистецтві в зображеннях Богородиці. Це чи не єдине дозволене християнством зображання оголеного жіночого тіла в іконописі.

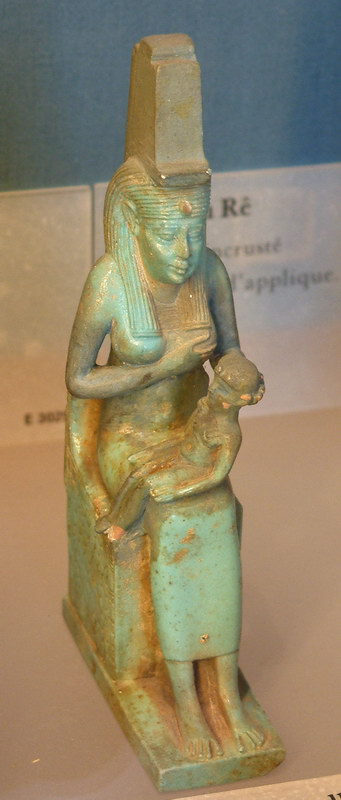
Богиня Ісіда з сином Гором. Давньоєгипетська статуетка. Лувр
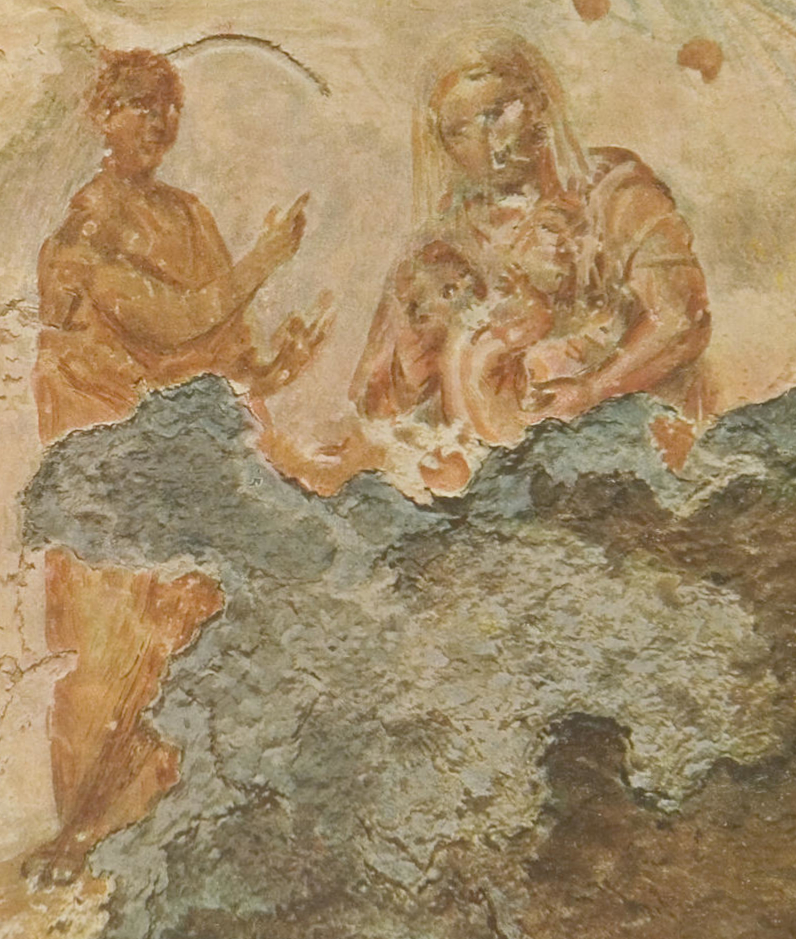
Найдавніше в світі зображення Пресвятої Діви. Середина II ст. н. е. Рим, катакомби св. Прісцилли
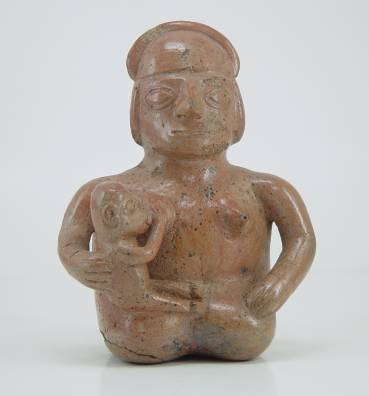
Жінка годує. Кераміка культури Моче.1-8 ст., Ліма-Перу. Музей Ларко
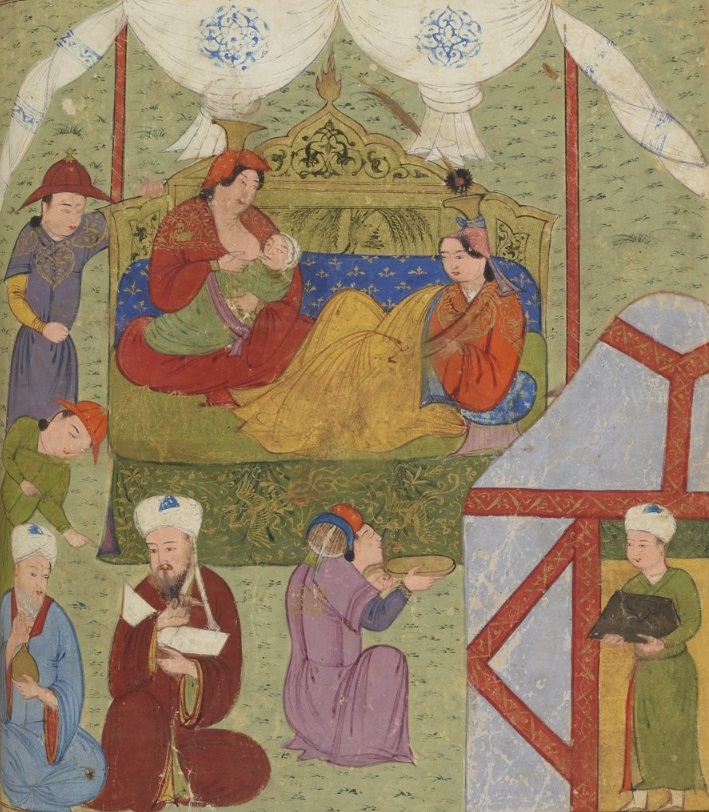
Кутлуг-хатун годує сина - принца Газан-хана. Раннє 14-те століття.
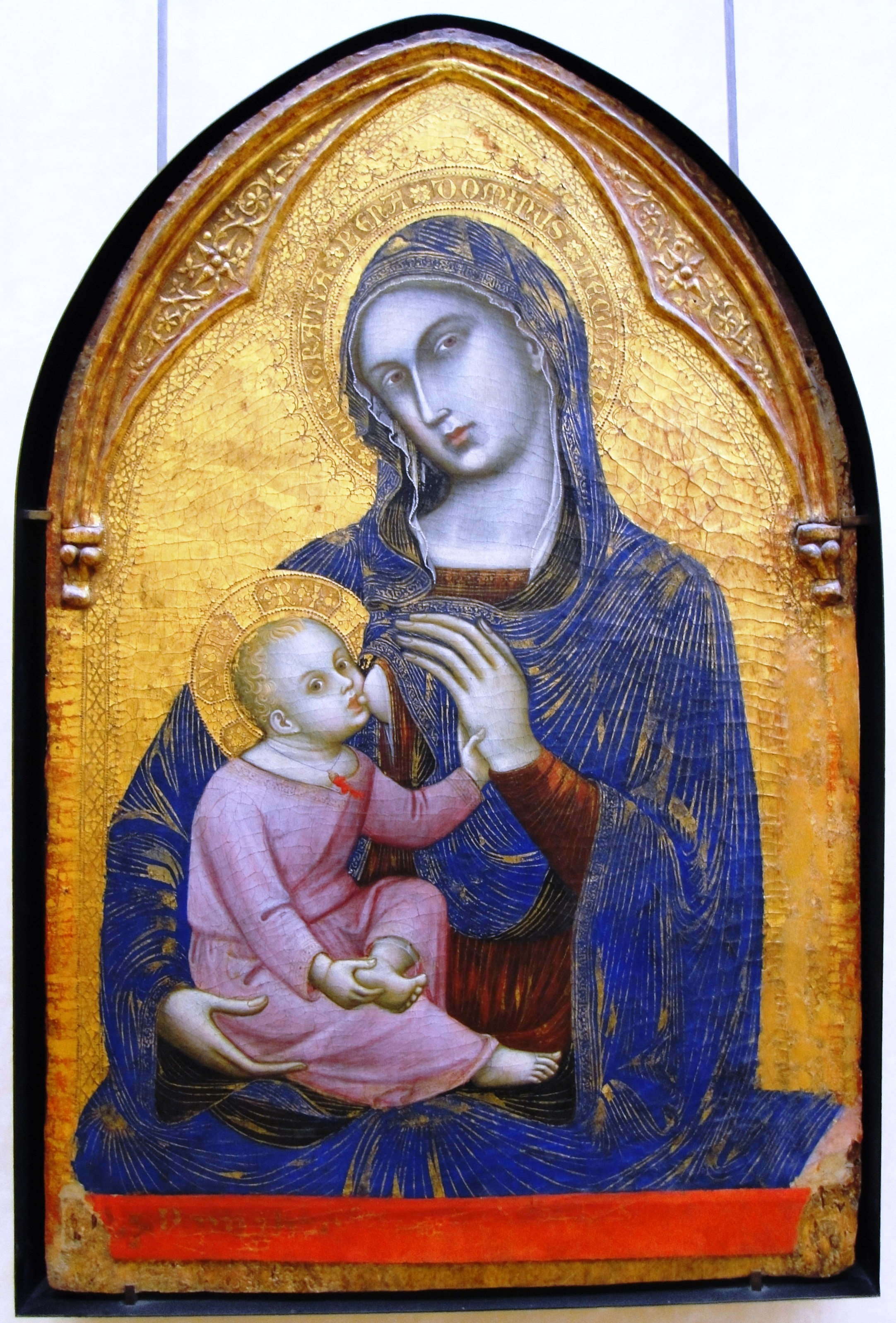
Пресвята Діва з Дитям. Барнаба да Модена. Між 1370 і 1375 рр. Лувр
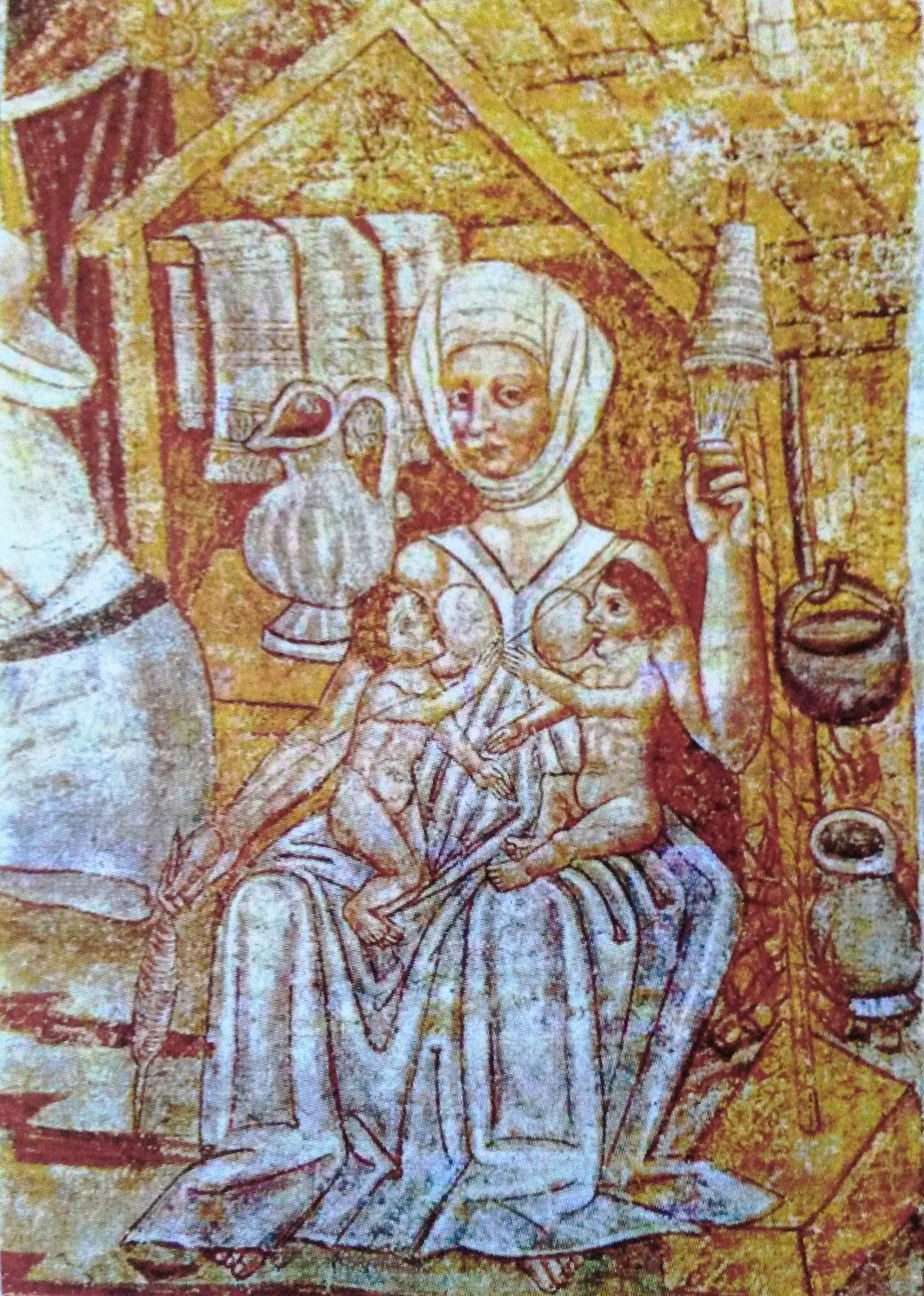
Єва за годуванням і прядінням. Деталь фрески в Свято-Троїцькій церкві, Хвастовль. John of Kastav, 1490.
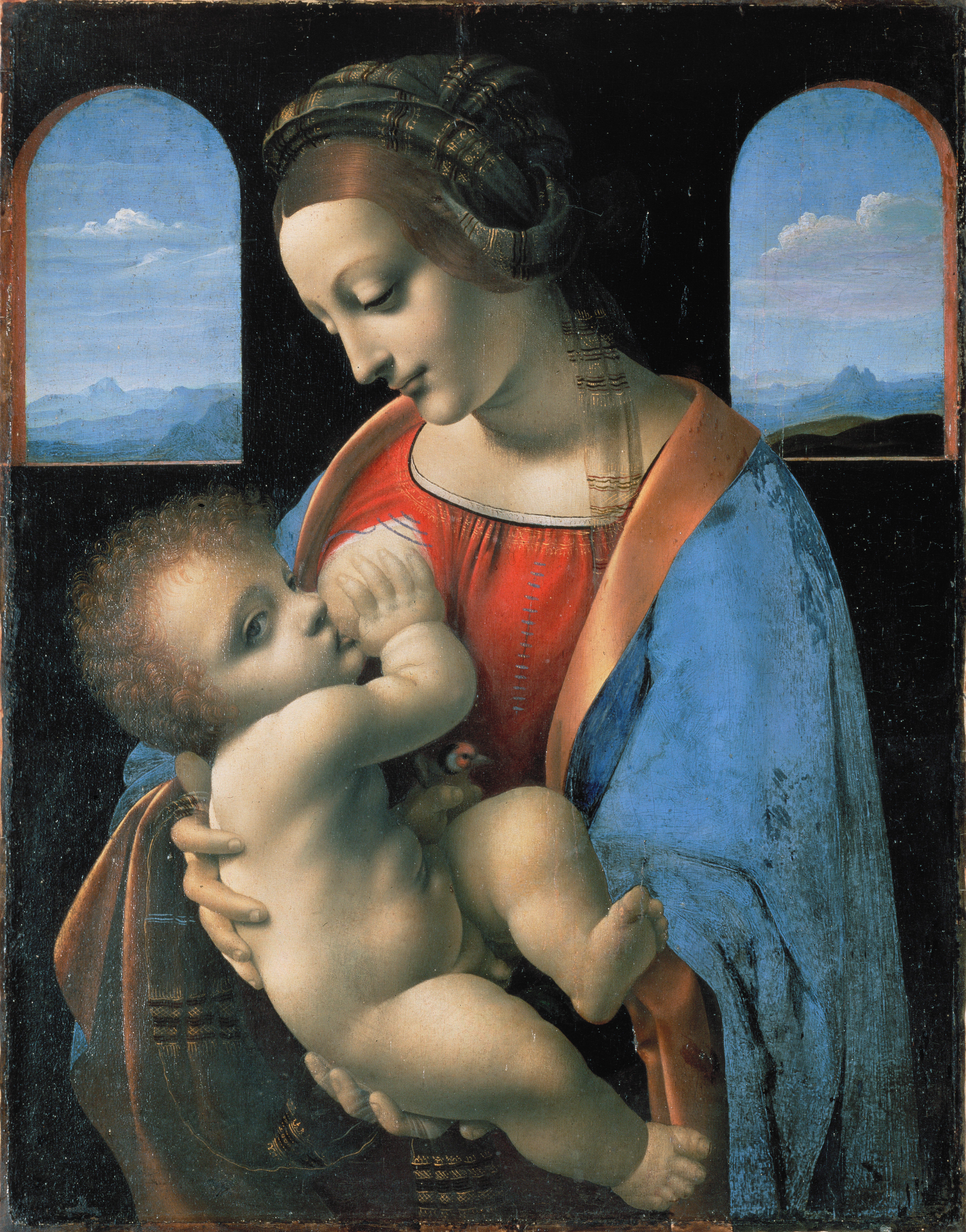
Мадонна Літта. Леонардо да Вінчі, біля 1490. Ермітаж.
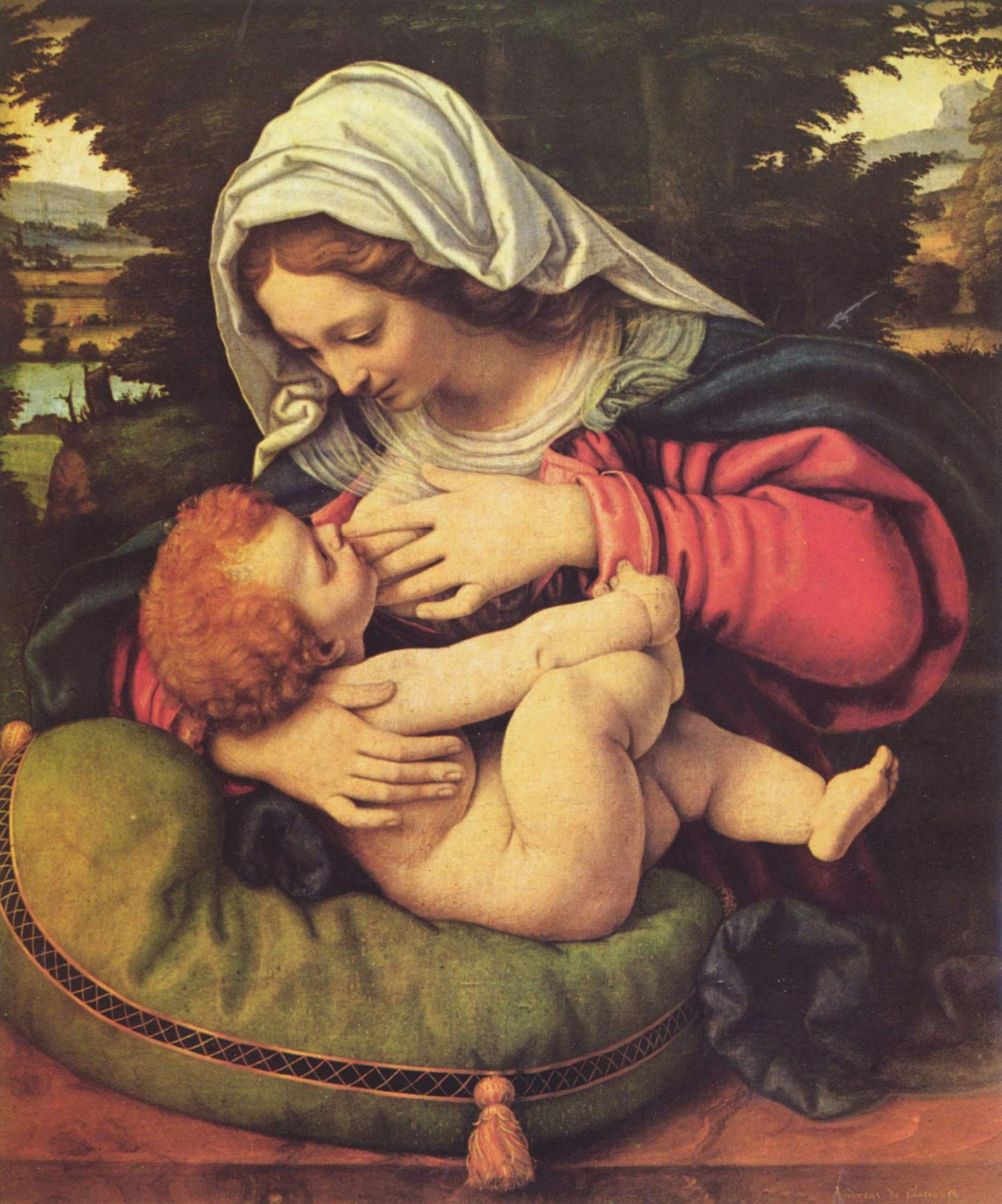
Мадонна із зеленою подушкою. Андреа Соларіо, біля 1507. Лувр
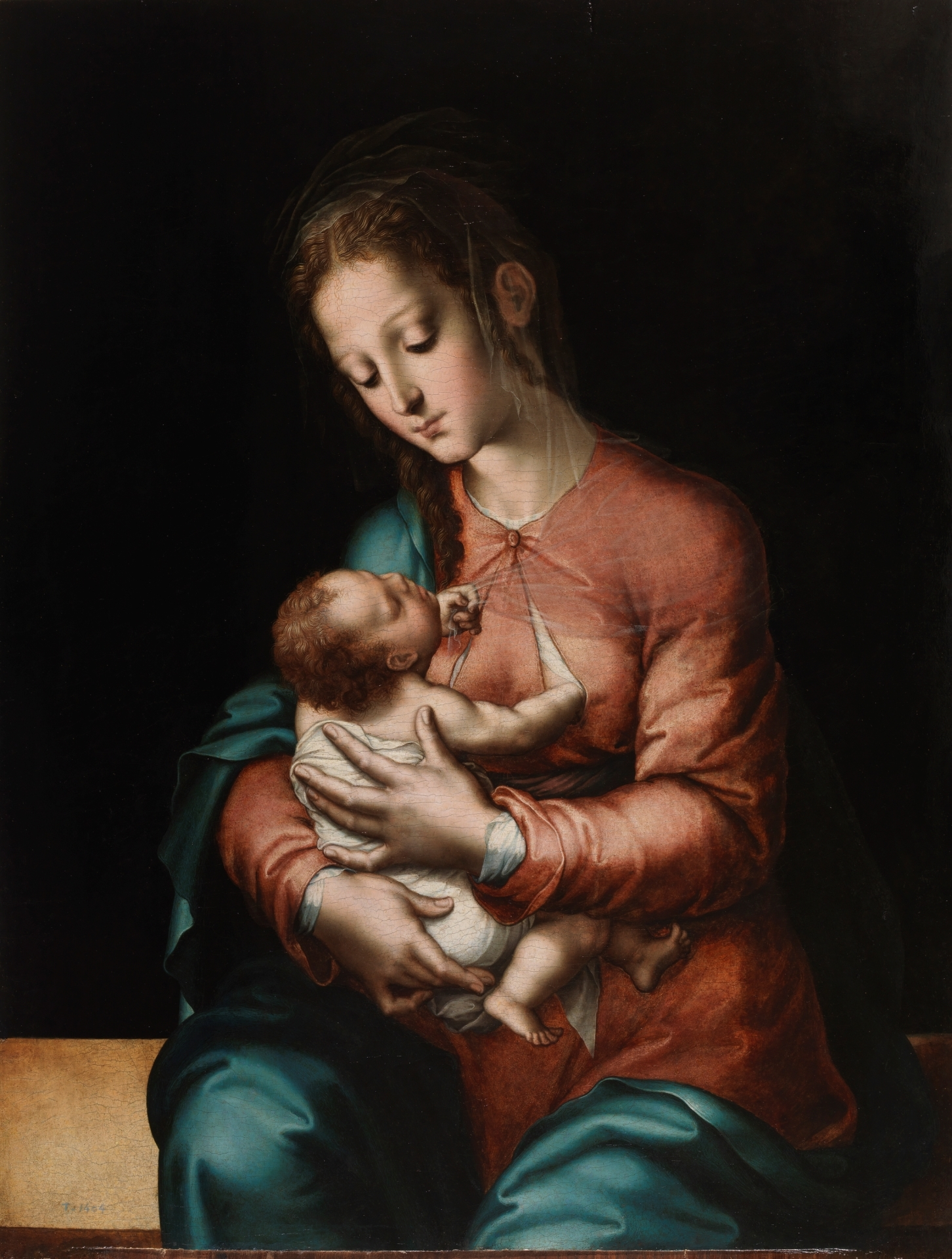
Марія з Дитям. Луїс де Моралес, біля 1565.
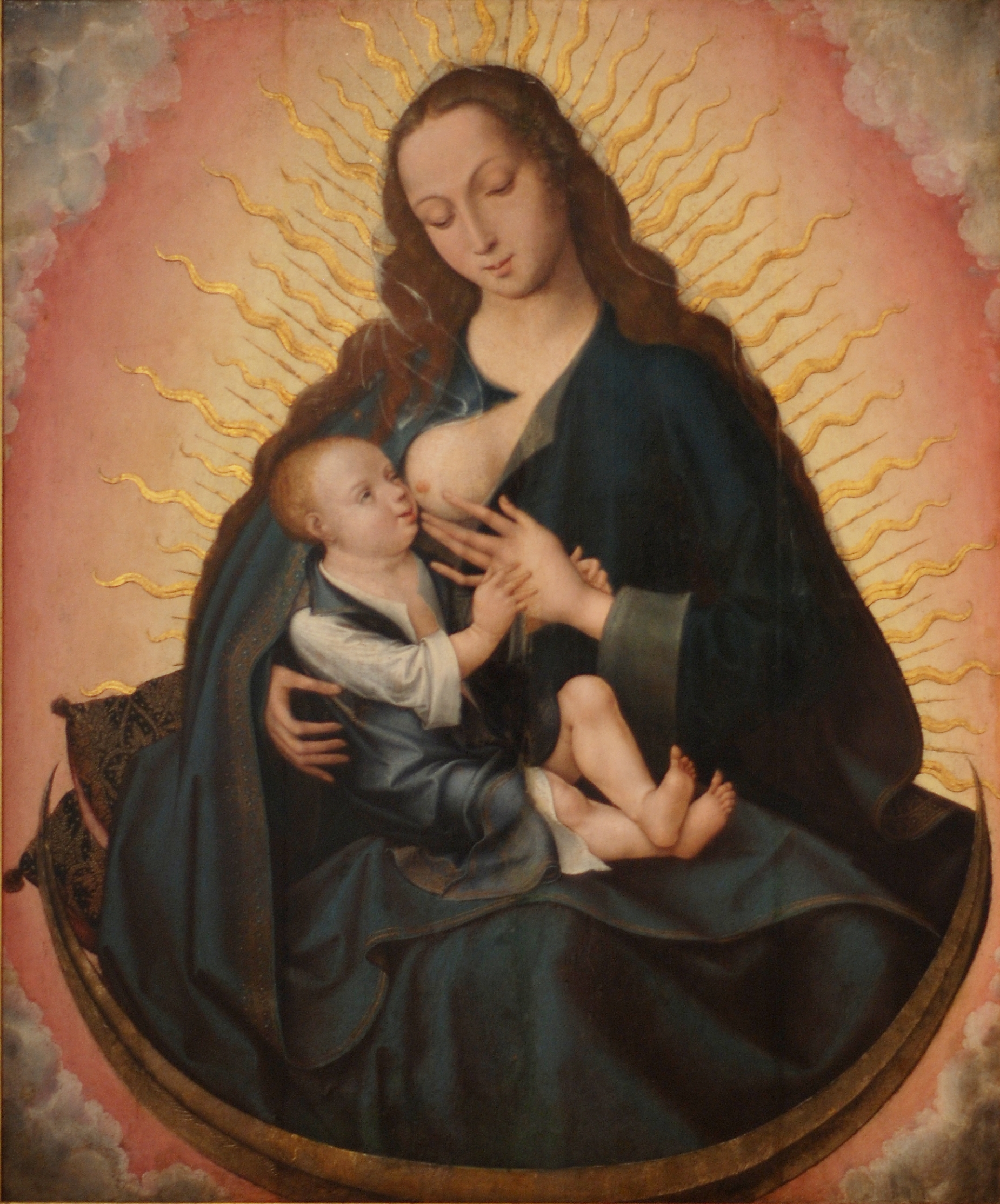
Мадонна-годувальниця (Madonna Lactans). Невідомий майстер з Bruges, 16 ст. Museu de Aveiro
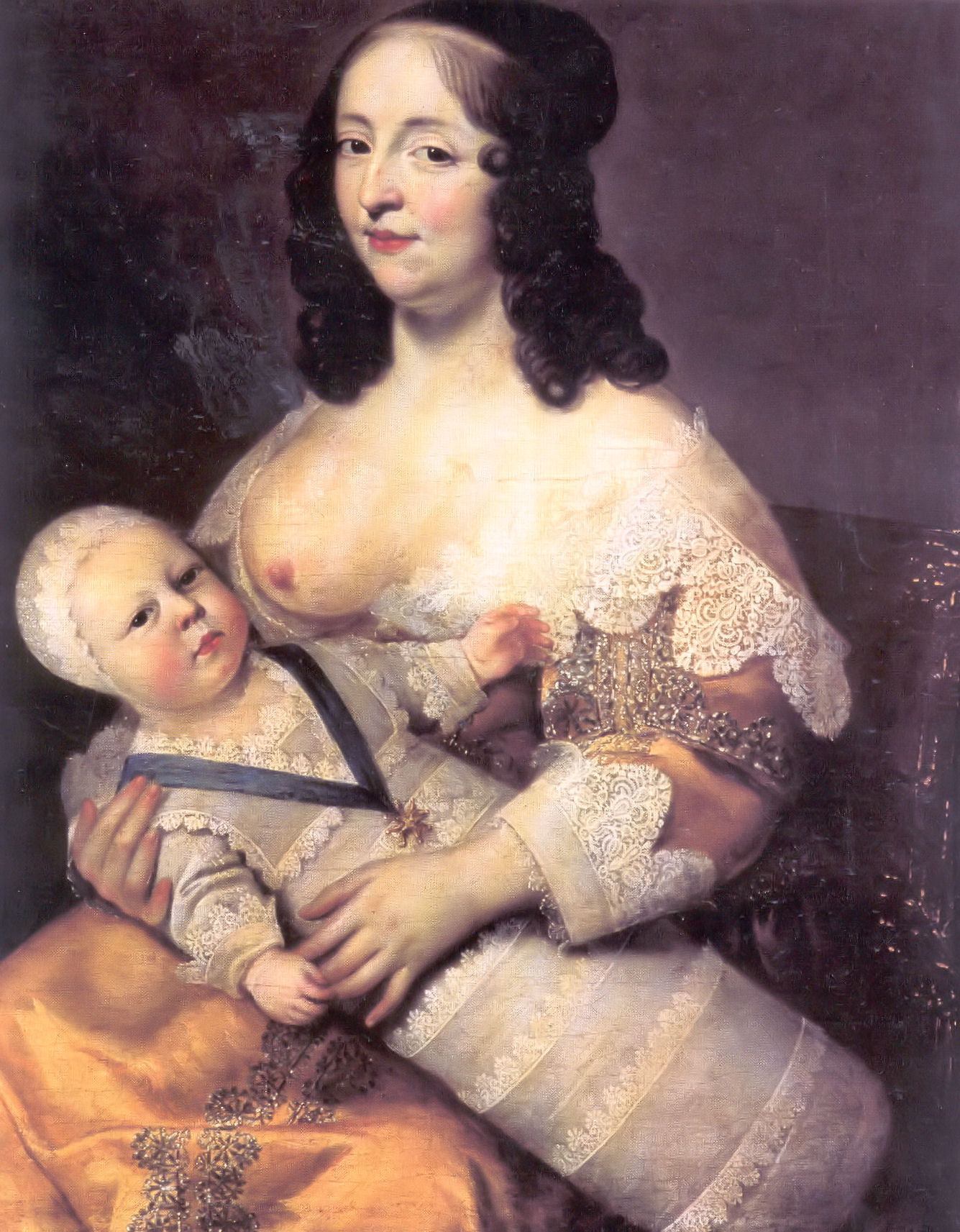
Годувальниця з Людовіком XIV. Біля 1640.
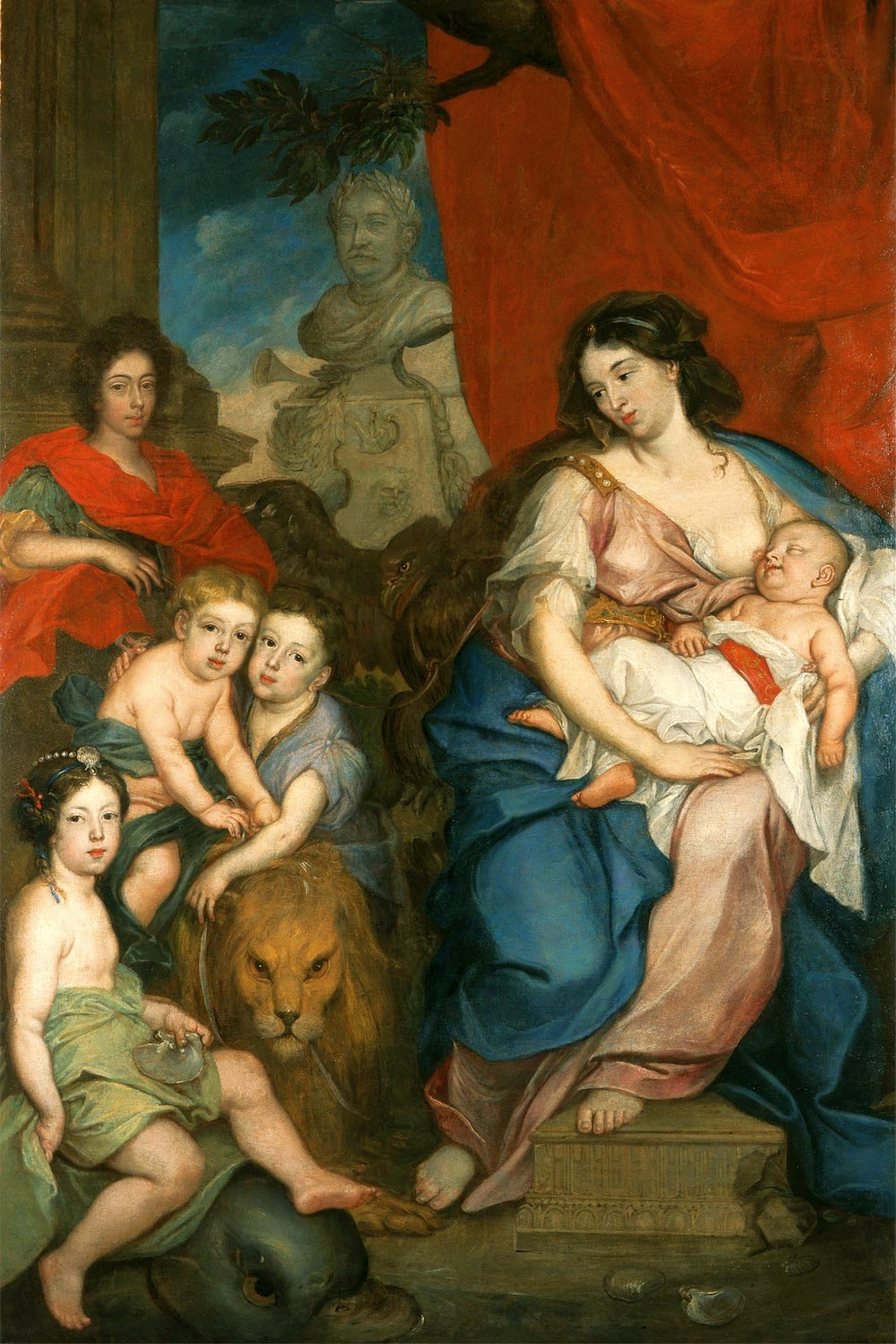
Королева польська Марія Казимира д'Арк'ен з дітьми. Юрій Шимонович-Семигиновський, 1684.
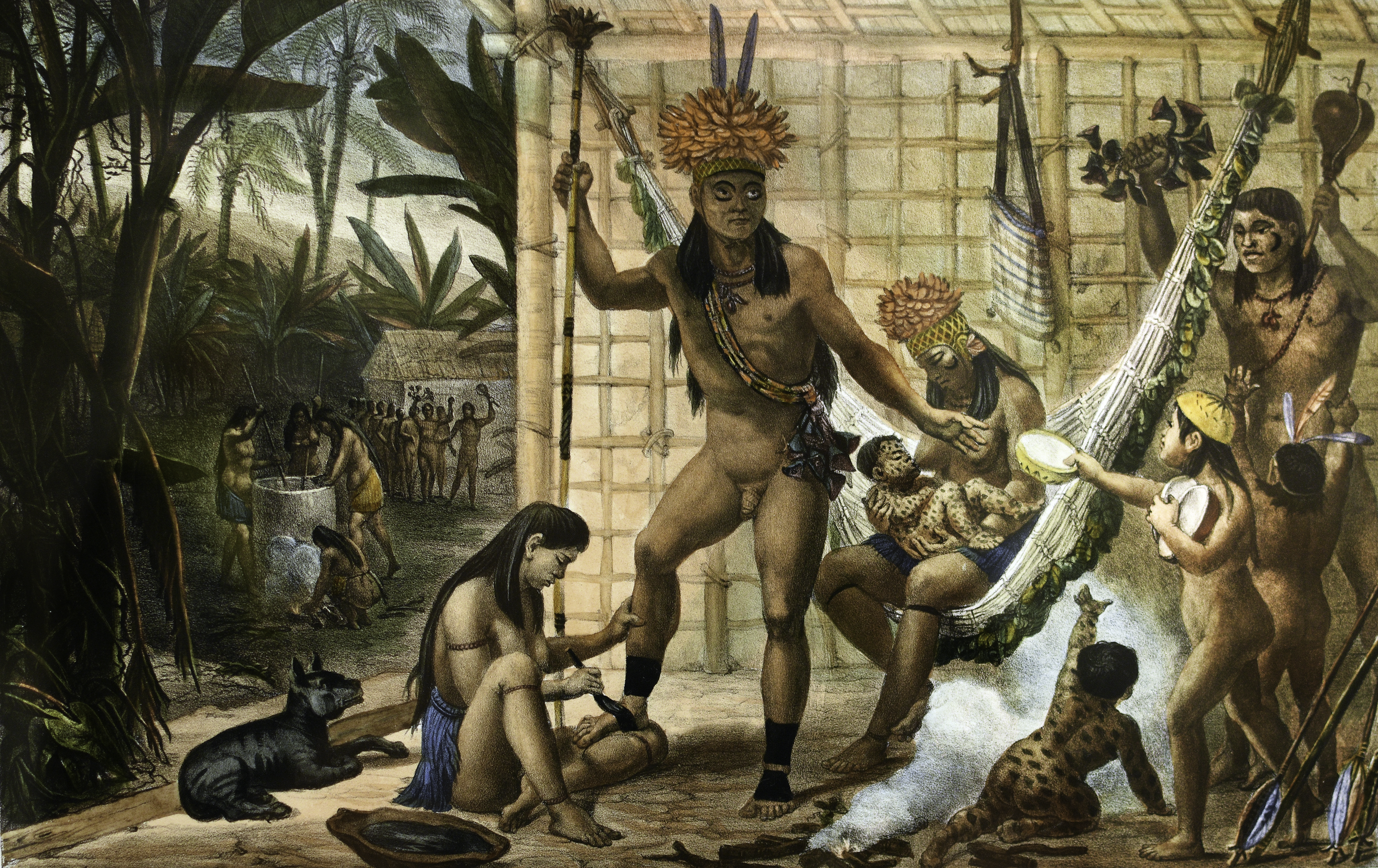
Сім'я вождя Камакан готується до свята. Жан-Батист Дебре[en], між 1820 і 1830.
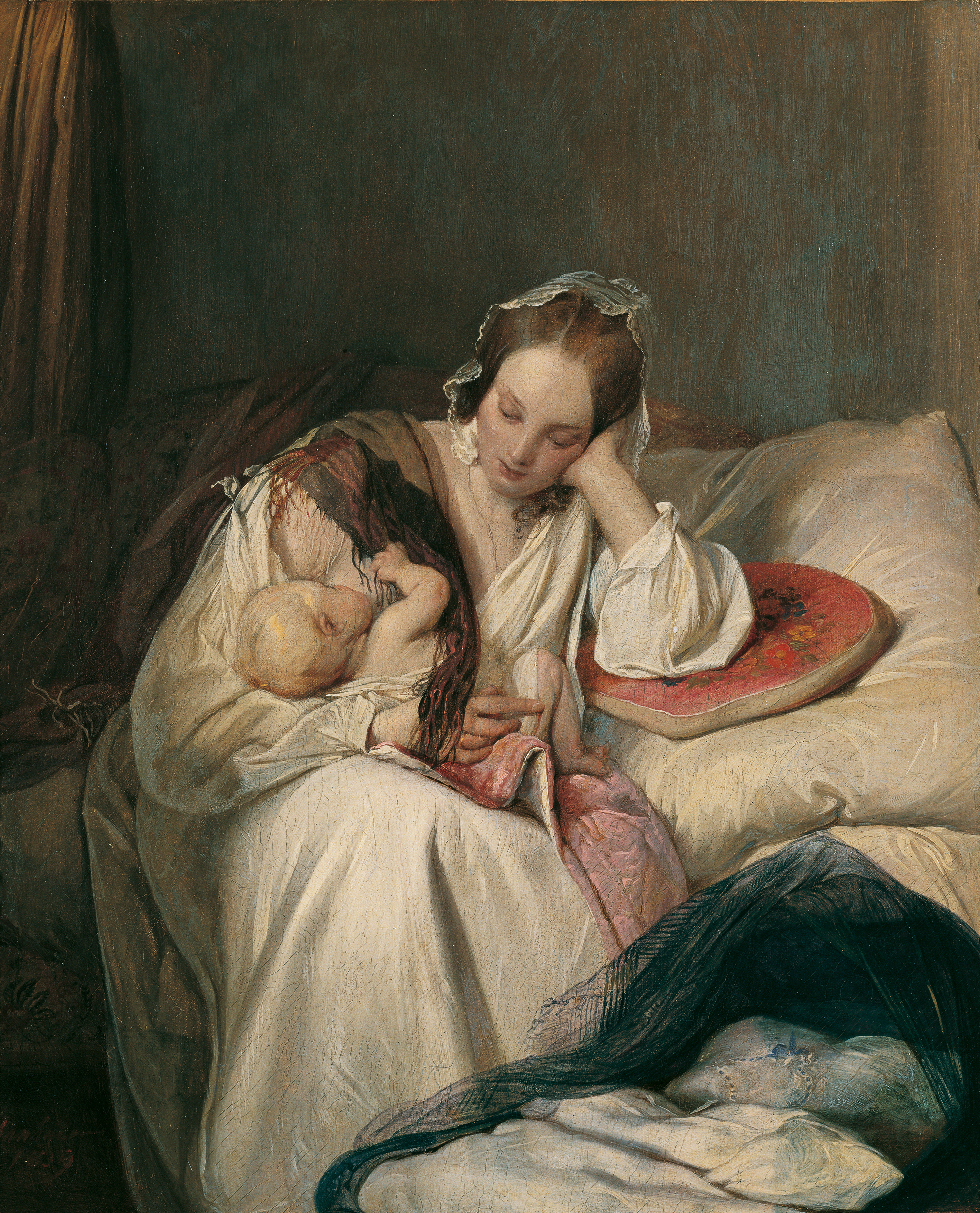
Материнська любов. Йозеф Данхаузер[en], 1839.
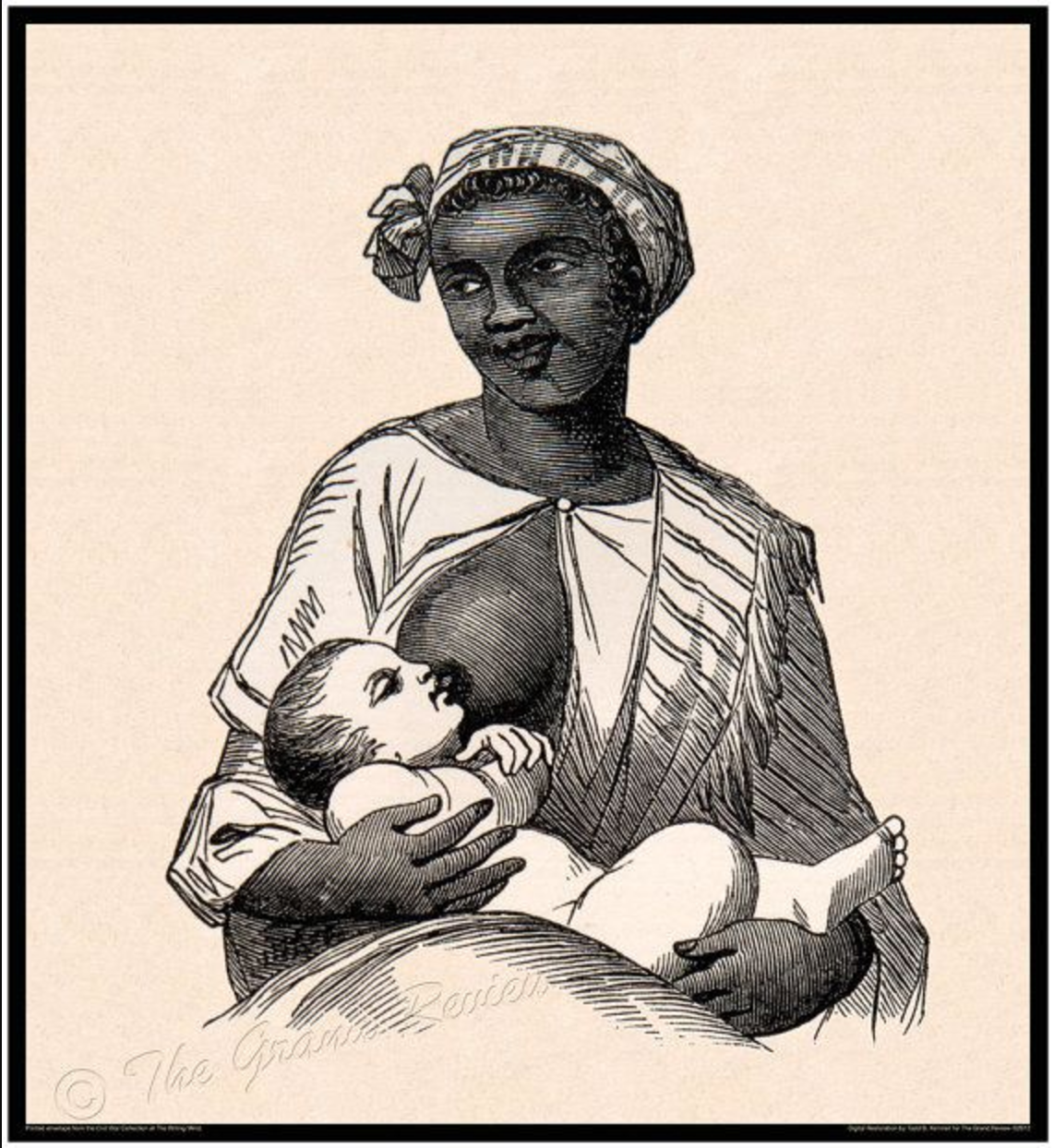
Чорна рабиня вигодовує біле немовля. 1861.
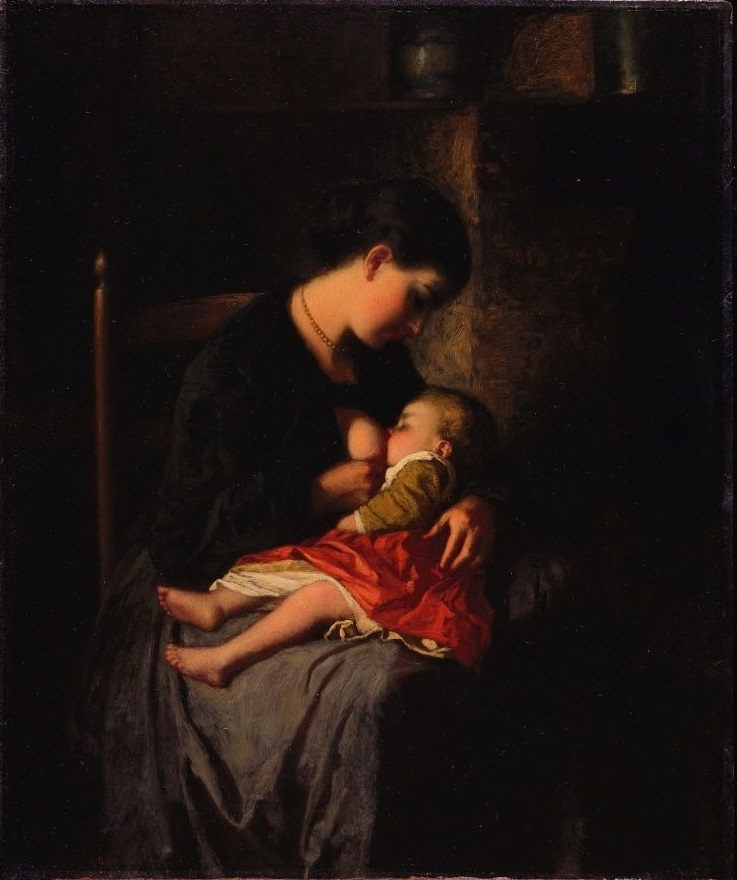
Мати. Істмен Джонсон. Біля 1870.
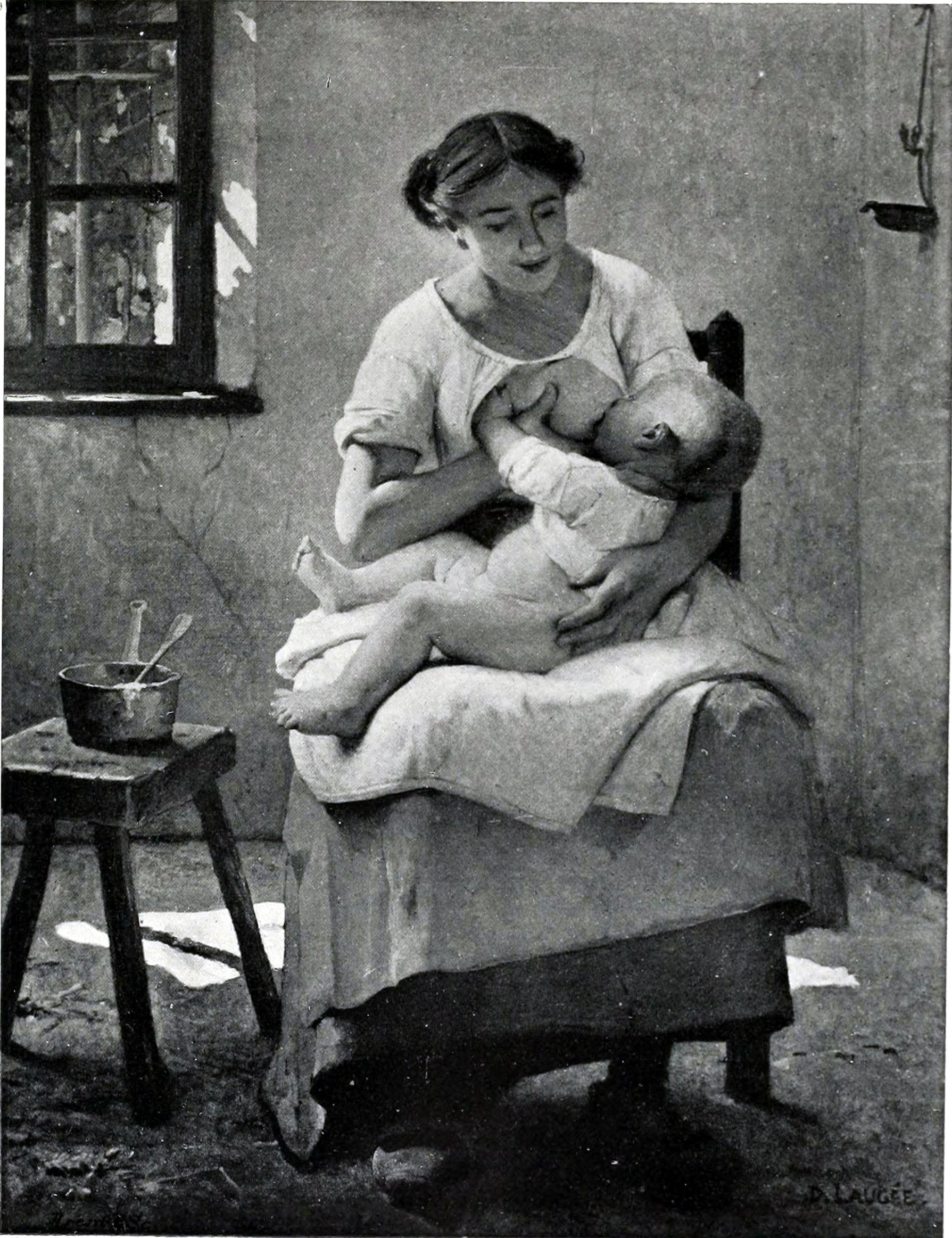
Молода мати. Дезіре Ложе[en], 1888.
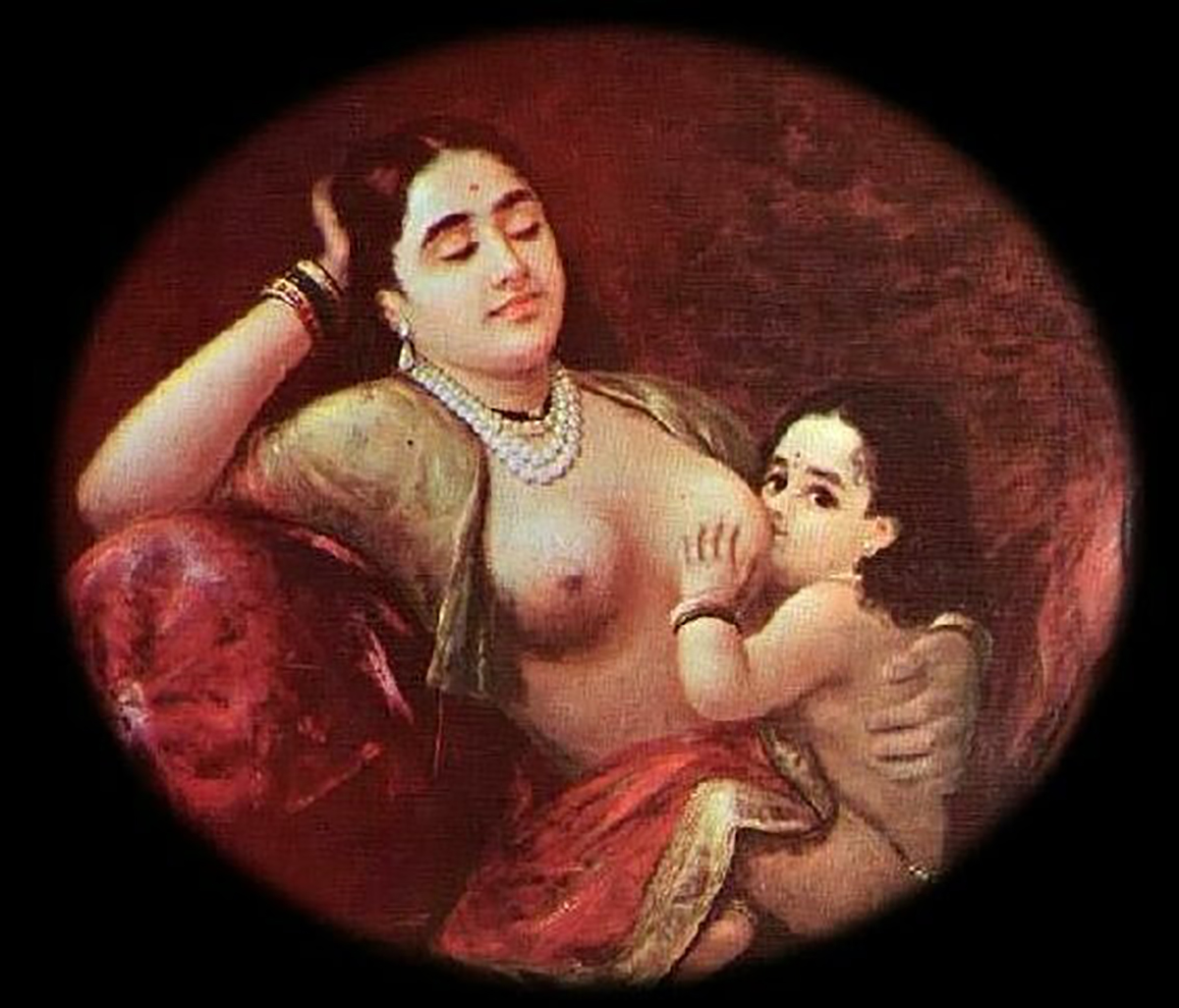
Мати годує дитину. Раві Варма. Між 1870 і 1906.
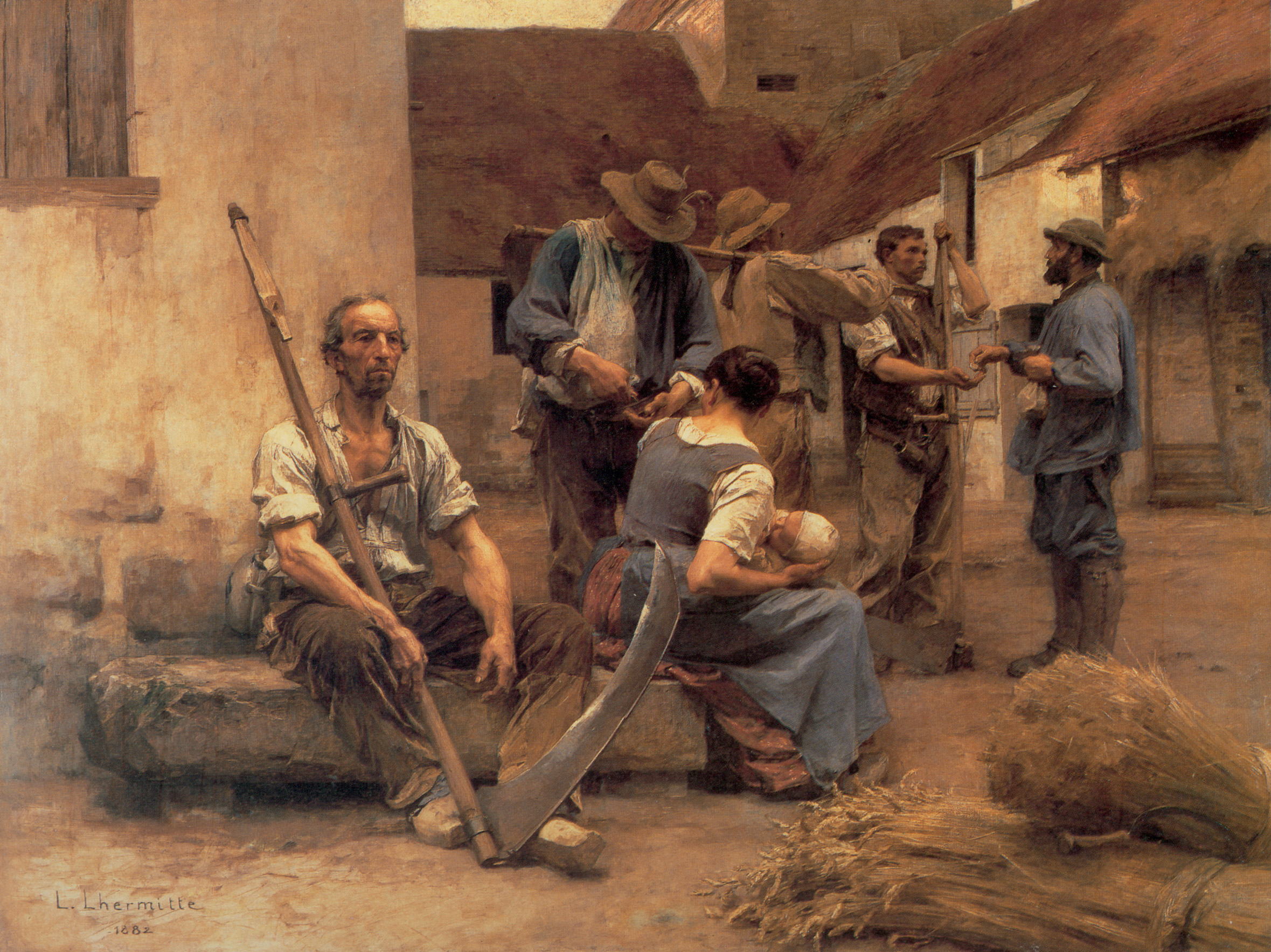
Плата збірникам врожаю. Леон Лермітт[en], 1882.
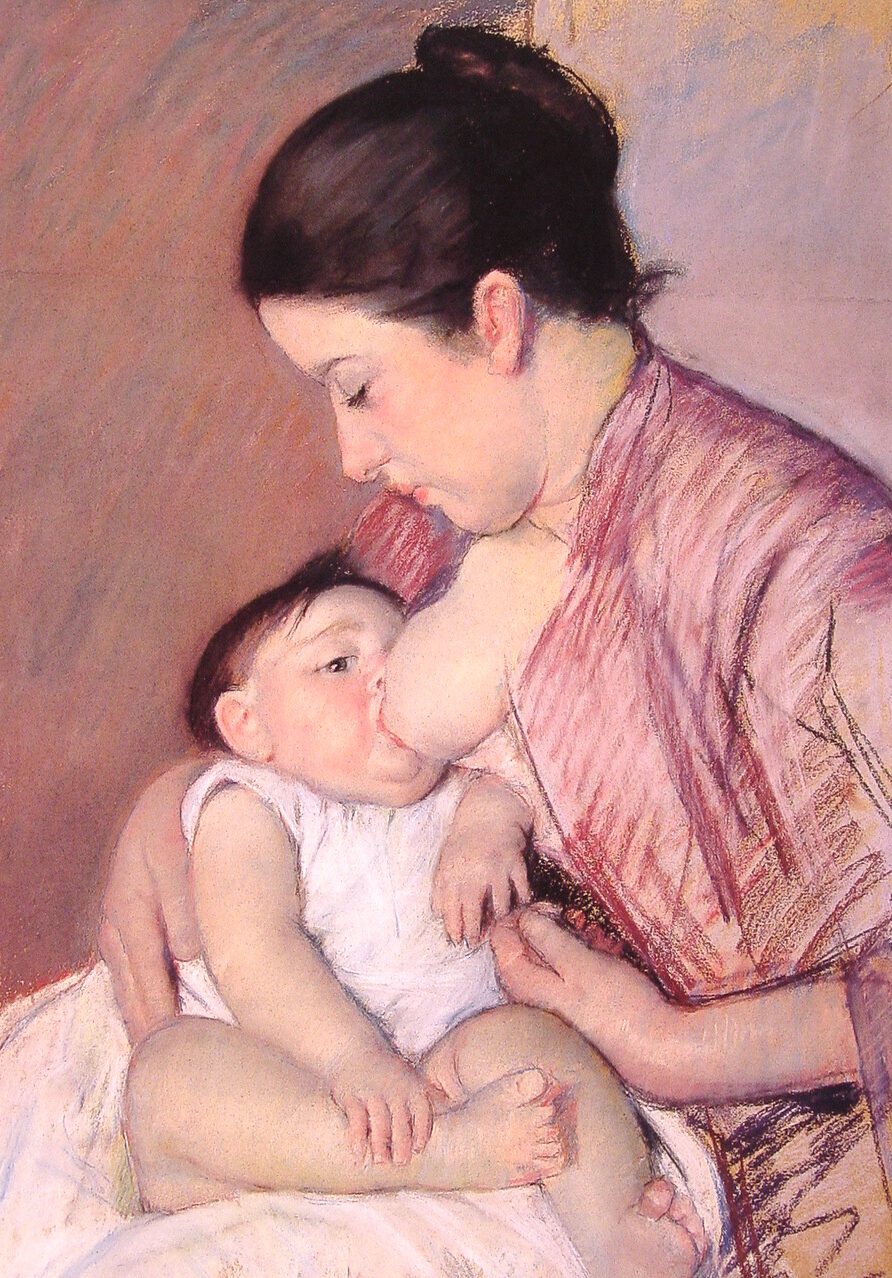
Материнство. Мері Кассат.1890.
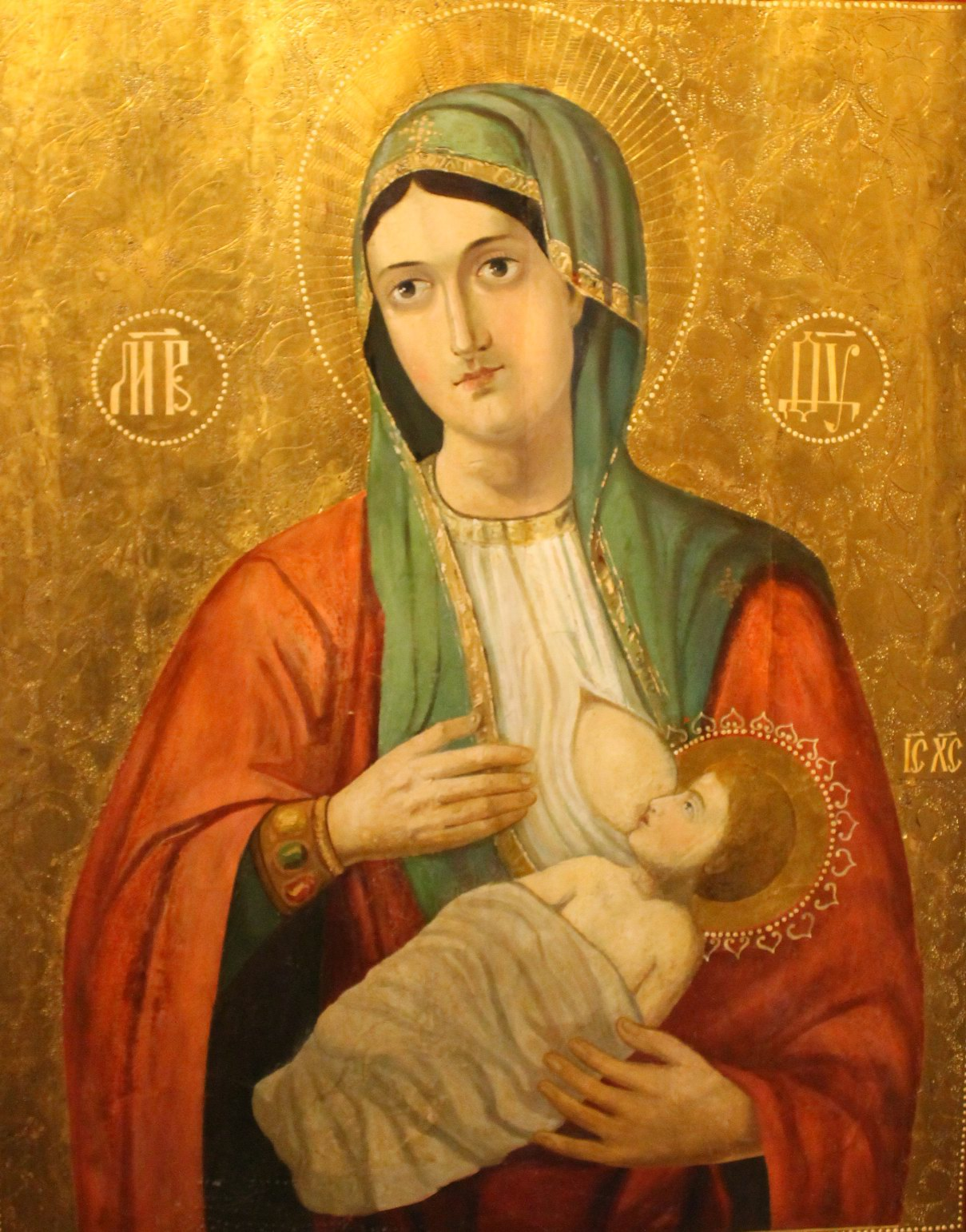
Богородиця «Млекопитательница». Кінець XIX — початок XX ст. Україна. Музей української домашньої ікони
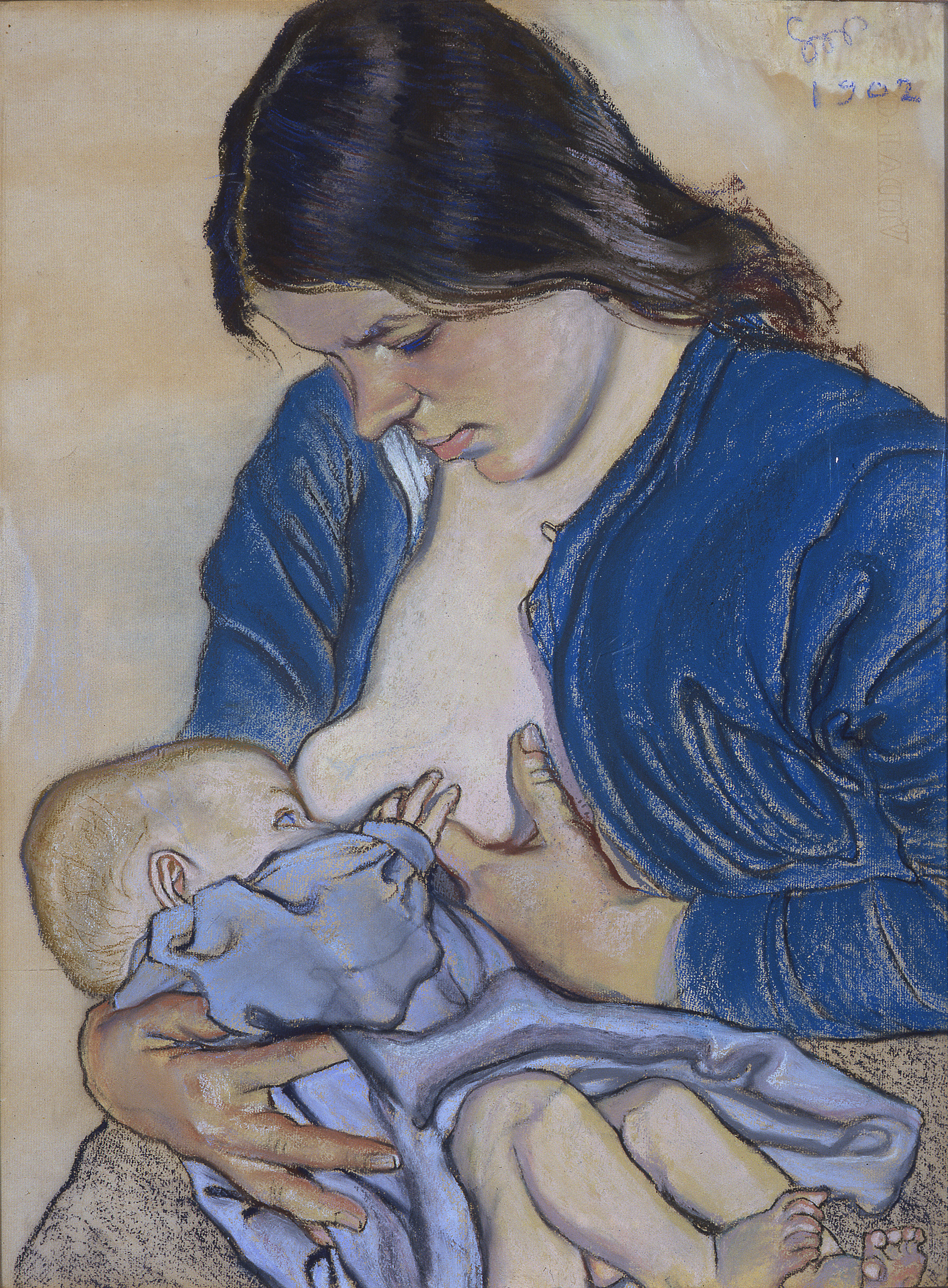
"Материнство" (портрет дружини Теофілі з сином Стасем), Станіслав Виспянський, 1902.
Материнство. Станіслав Виспянський. 1905.
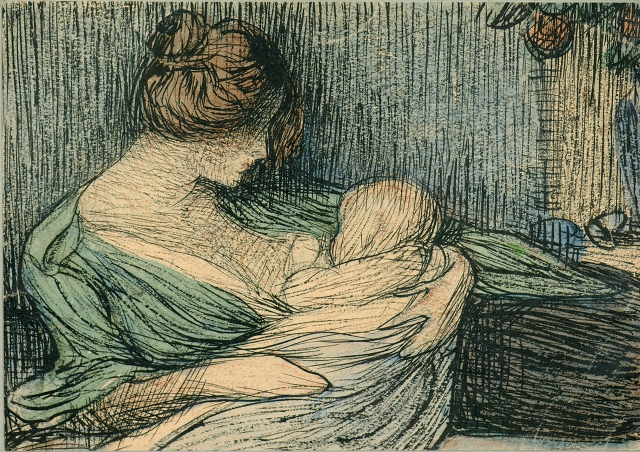
Мати і дитя. Яніс Розенталс, 1904.
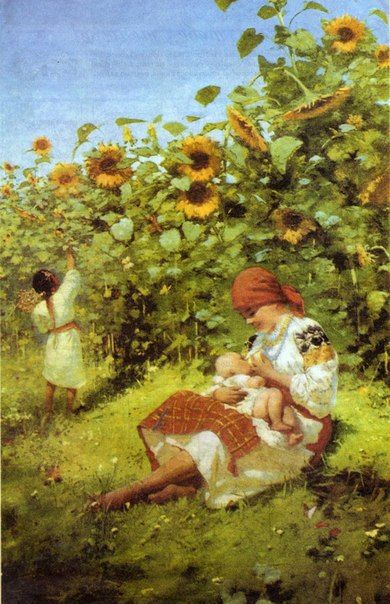
Мати. Микола Івасюк, 1908. Львівський національний музей
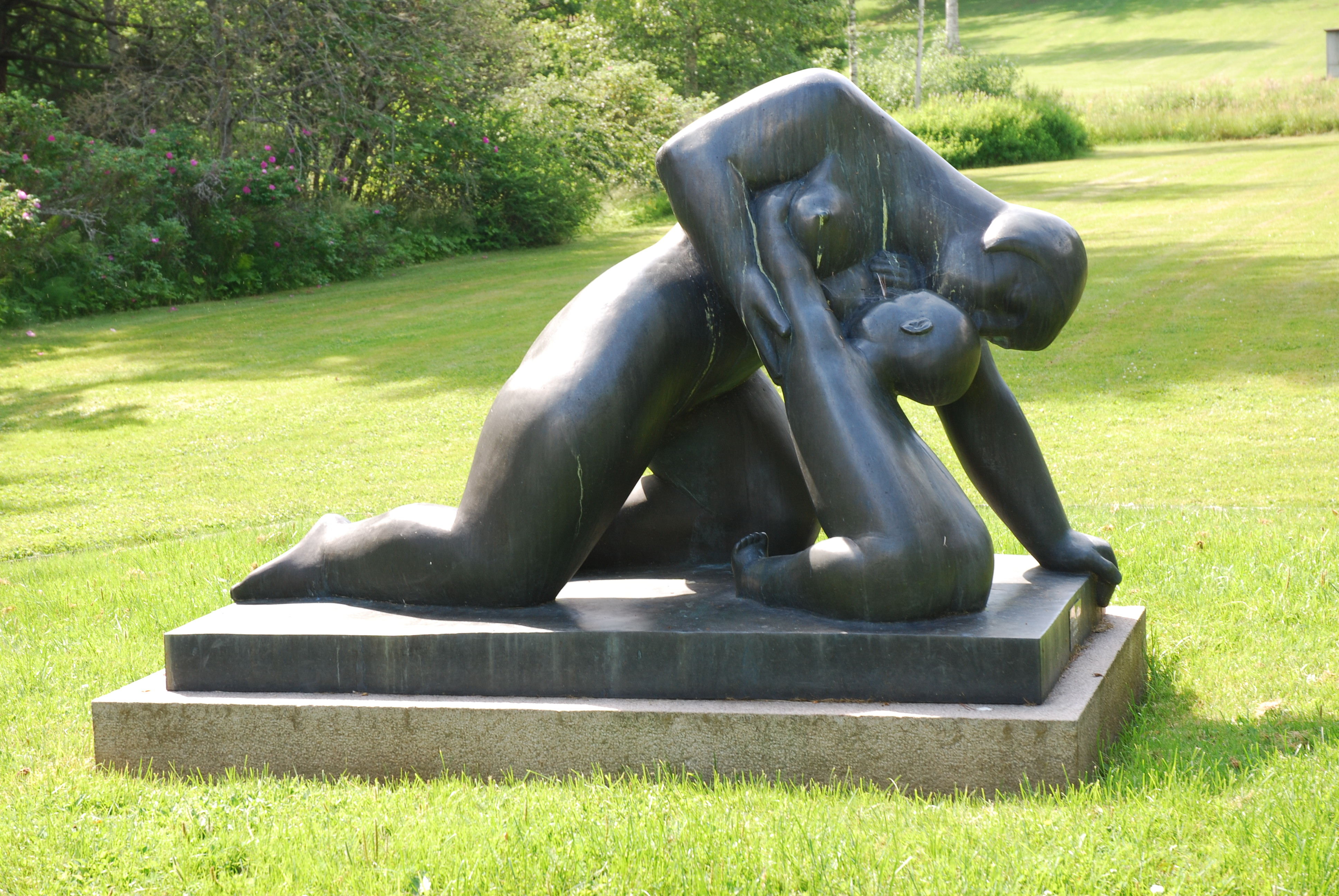
Мати-Земля. Асмундур Свейнссон, 1936, бронза. Rottneros Park, Швеція
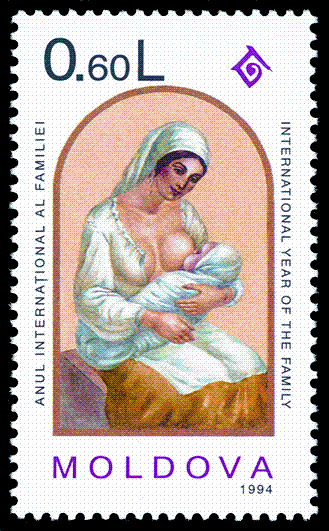
Марка до Міжнародного року родини. Молдова, 1994.
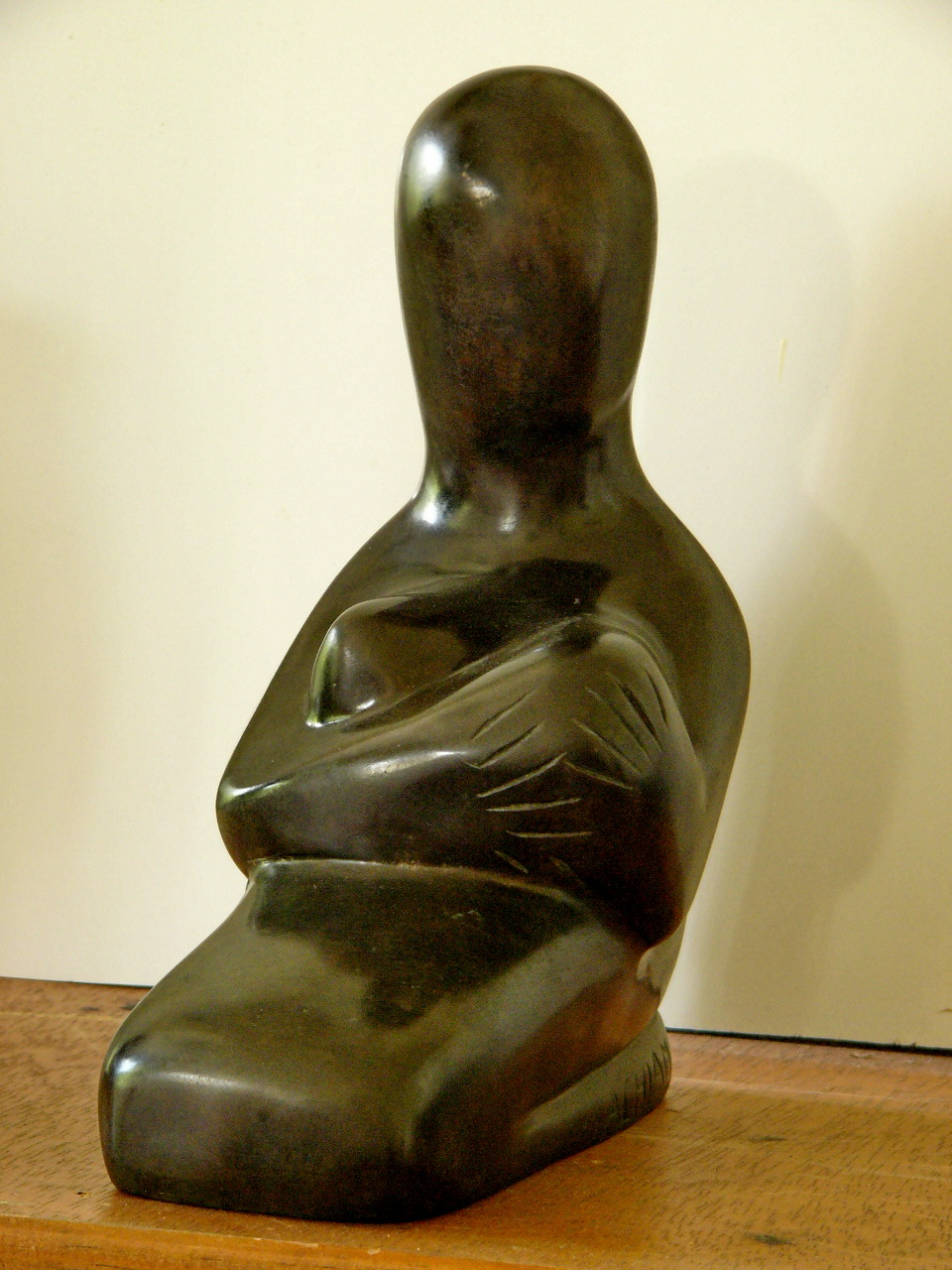
Грудне вигодовування. Achiam[en], бронза. 2000.